# Zoologischer Garten Berlin
Koordinaten: 52° 30′ 30″ N, 13° 20′ 15″ O
Der Zoologische Garten Berlin ist der älteste noch bestehende Zoo Deutschlands und der artenreichste Zoo der Welt. Er liegt im Berliner Ortsteil Tiergarten an der Grenze zu Charlottenburg.
Im Zoologischen Garten sind auf einer 33 Hektar großen Fläche rund 20.000 Tiere aus etwa 1000 Arten zu sehen. Mit dem angeschlossenen Aquarium gehört der Zoo zu den meistbesuchten Sehenswürdigkeiten Berlins. Mit rund drei Millionen Besuchern im Jahr ist die Einrichtung der meistbesuchte Zoo in Europa.
Der Zoo ist Namensgeber des Bahnhofs Zoologischer Garten, der sich am Hardenbergplatz gegenüber dem Zoo-Verwaltungsgebäude und dem Löwentor befindet.

## Geschichte

### 1844–1900

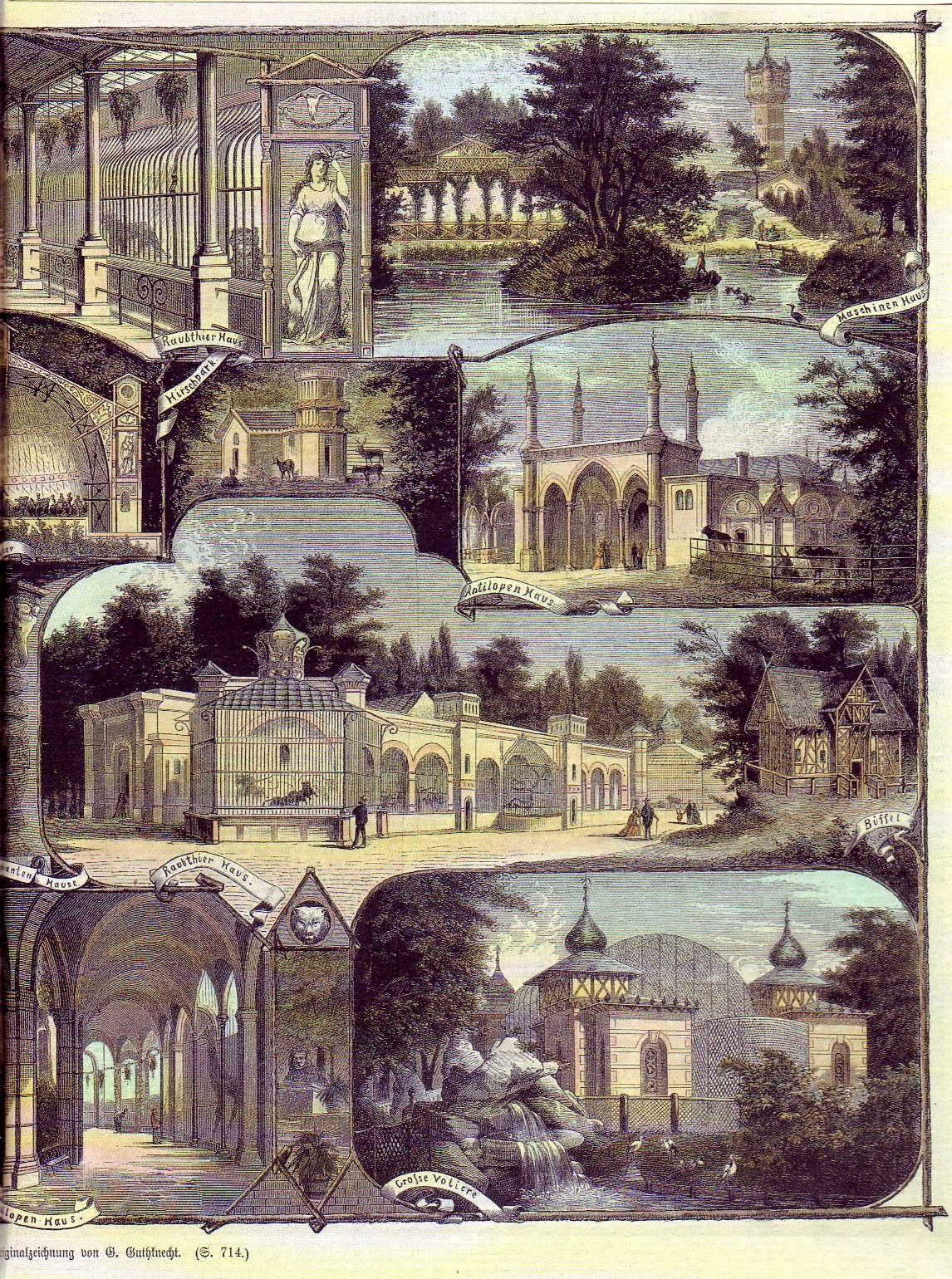
Zooanlagen, um 1880

Der Zoologe der Friedrich-Wilhelms-Universität Berlin, Martin Hinrich Lichtenstein, hatte 1841 den Preußischen König Friedrich Wilhelm IV. überredet, nicht nur ein Darlehen, sondern auch einen Teil des Geländes seiner Fasanerie am Berliner Tiergarten für die Errichtung eines Zoos unentgeltlich zur Verfügung zu stellen. Dazu verfasste Lichtenstein bereits im Jahr 1840 ein Memorandum an den König. Der Text dieser Denkschrift ist seit 1877 verloren. Sicher ist aber, dass Alexander von Humboldt sie König Friedrich Wilhelm IV. vorlegte, der mit der „Allerhöchsten Kabinettsordre vom 31. Januar 1841“ die Gründung des Zoologischen Gartens ermöglichte.
Als neunter Zoo in Europa wurde der Zoologische Garten Berlin am 1. August 1844 eröffnet. Martin Hinrich Lichtenstein war der erste Direktor. Nach Lichtensteins Tod im Jahr 1857 wurde Wilhelm Carl Hartwig Peters zum Direktor bestellt.

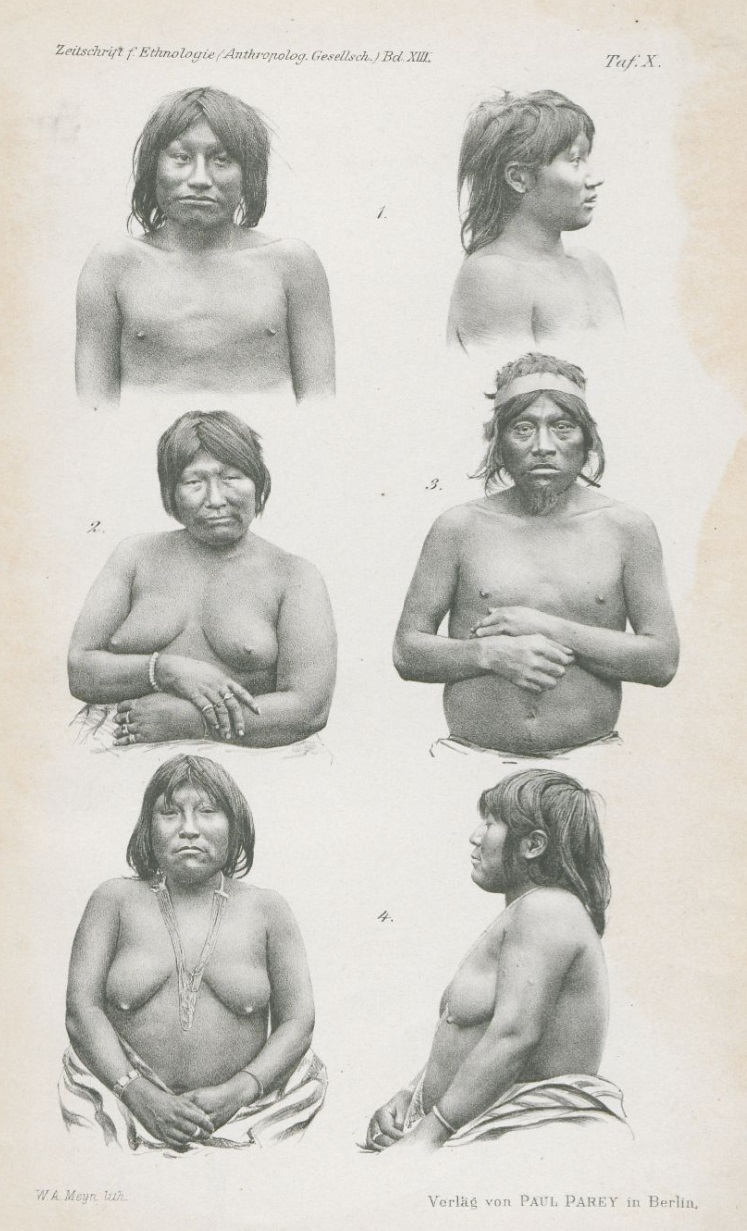
Im Zoologischen Garten entstandene Fotoserie der Kawesqar, 1881

Auf Peters folgte am 3. August 1870 der Humanmediziner und Gründungsdirektor des Kölner Zoos, Heinrich Bodinus, als Zoodirektor. Er ließ 1871 ein Antilopenhaus errichten, das vor allem wegen seines exotischen Stils zu einer Sehenswürdigkeit wurde. In der darauf folgenden Zeit wurden ein Elefantenhaus, ein Straußenhaus, ein Stelzvogelhaus und das Elefantentor gebaut. Zusätzlich entstanden auf dem Gelände des Zoos Pavillons und Restaurants.
Seit Mitte der 1870er Jahre wurden in den meisten Zoos des Deutschen Reichs indigene Menschen auf sogenannten Völkerschauen (heutiger Sprachgebrauch: Menschenzoos) zur Schau gestellt. Insgesamt fanden im Berliner Zoo 25 Völkerschauen statt.

1880 fand die „Eskimo“-Völkerschau im Zoologischen Garten Berlin statt. 1881 machte Hagenbecks Völkerschau der „Feuerländer“ 1881/82 dort Station. Die Gruppe der nach Europa verschleppten Kawesqar wurde für etwa fünf Wochen im Straußenhaus zur Schau gestellt. Aufgrund des enormen Besucherandrangs sind beispielsweise vom Sonntag, den 6. November 1881, Ausschreitungen überliefert: 

„Schon im Laufe des Vormittags belief sich die Zahl der Besucher auf ca. 20.000 und stieg bis 5 1⁄4 Uhr Abends, zu welcher Zeit die Kassen geschlossen wurden, auf 37.163. Während Vormittags Alles ganz ruhig verlief, entwickelte sich Nachmittags bei den Pescherähs [damalige Bezeichnung der Kawesqar] ein furchtbares Gedränge, so daß einige vierzig Planken der Umzäunung eingedrückt wurden und die Aufseher alle Mühe hatten, einige Ordnung zu erhalten; als jedoch um 5 1⁄2 Uhr sich die Feuerländer in die inneren Gemächer ihres Erdgelasses zurückzogen, nahm der Tumult bedenkliche Dimensionen an. ‚Feuerländer raus!‘ brüllte ein tausendstimmiger Chorus. Bänke und Stühle wurden zerbrochen und erst mit Hülfe requirierter Schutzleute gelang es, die Ruhe wieder herzustellen, worauf sich gegen 7 Uhr das Publikum verlief.“

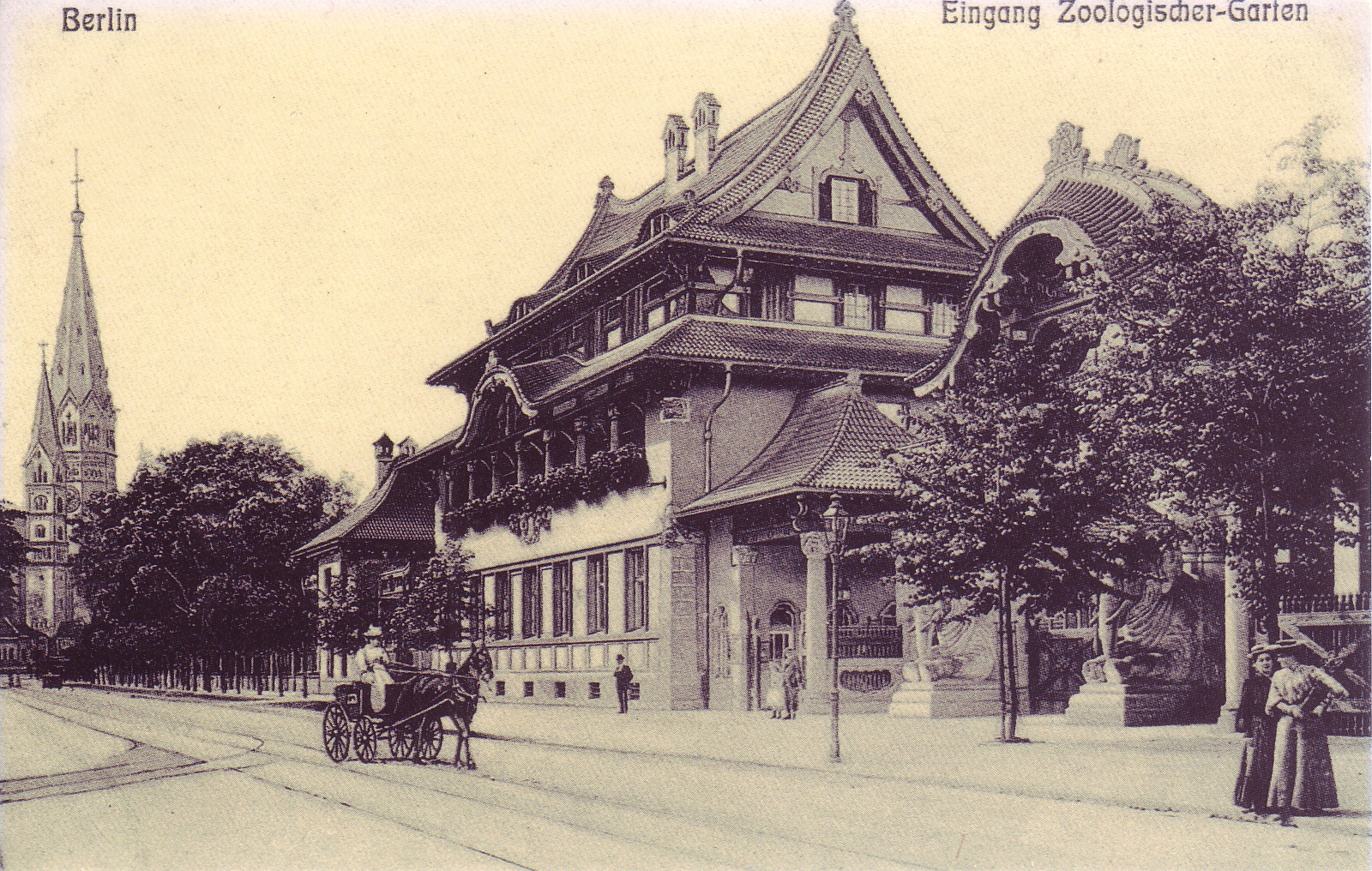
Eingang um 1900

Der Anatom und Anthropologe Rudolf Virchow nahm im Berliner Zoo eigene Untersuchungen an den zehn Kawesqar vor und stellte sie am 14. November 1881 bei einem vielbesuchten Vortrag der Berliner Gesellschaft für Anthropologie, Ethnologie und Urgeschichte im Saal des Zoologischen Gartens als eine „Rasse“ auf der „untersten Stufe“ sowie als mögliche Anthropophagen vor. Während seines Vortrags äußerte er den Satz: „Leider fehlt es gar sehr an Feuerland-Schädeln“.
Im Jahr 1885 wurde der Veterinärmediziner Max Schmidt, der zuvor den Zoo Frankfurt geleitet hatte, der Nachfolger von Bodinus. Er führte ein Tierinventar und eine geordnete Buchhaltung ein.
Nach Schmidts Tod im Jahr 1888 übernahm Ludwig Heck die Leitung des Zoos und ließ den Tierbestand erweitern, der daraufhin mit dem Bestand des Londoner Zoos vergleichbar war.

### 1900–1945

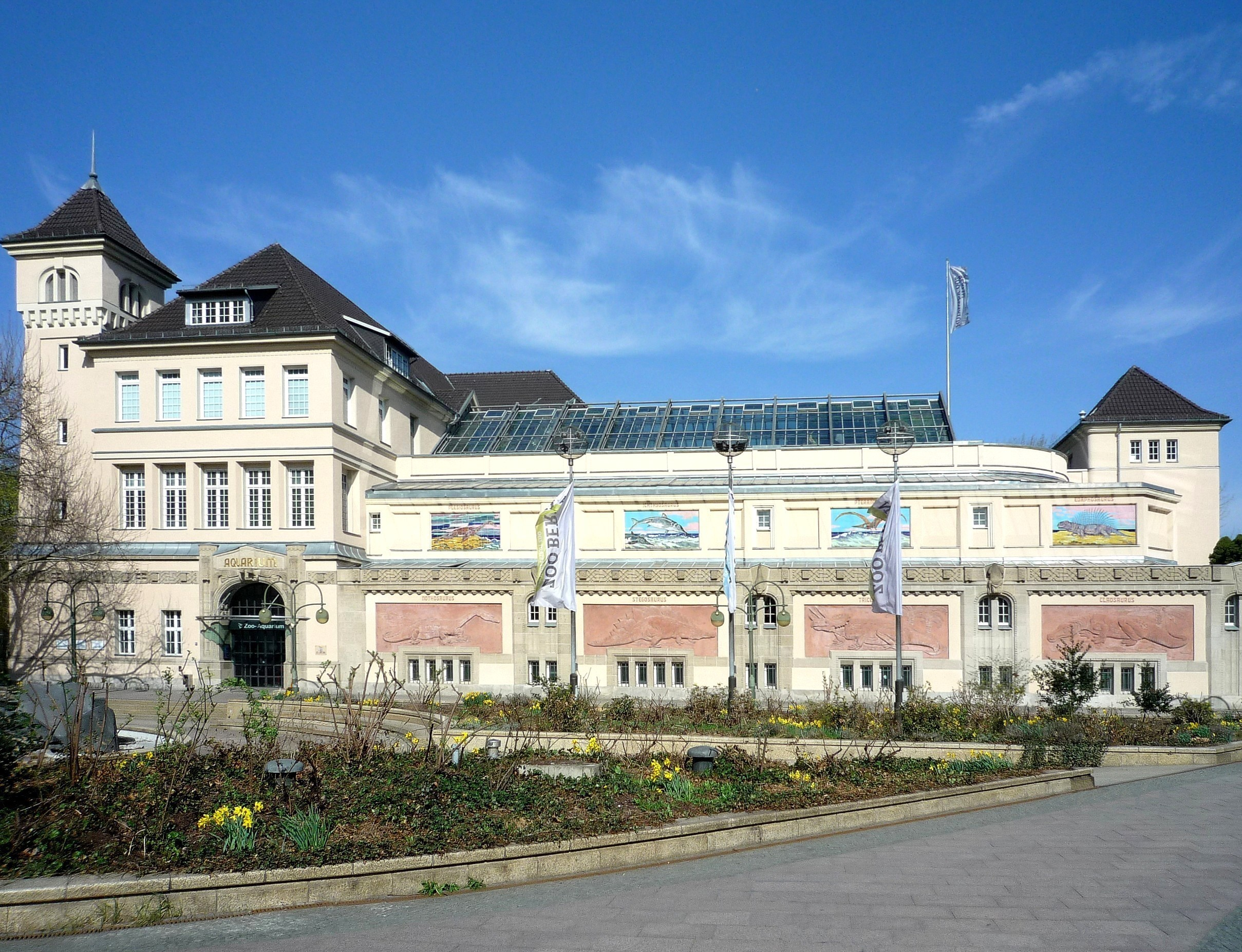
Aquarium Berlin, errichtet 1913

Anfangs war der Zoologische Garten mit einem Bretterzaun umgeben. Stattdessen wurde im Jahr 1905 eine einfache Mauer errichtet, die nebst einem Farbanstrich mittels aufgesprühtem feinem Sand das Aussehen einer Sandsteinmauer erhielt.
Im Jahr 1905 wurde auch darüber berichtet, dass der Zoo eine Ausstellungshalle nach Bauplänen des Baurats Gause erhalten solle. Das Projekt wurde der Zoo-Aktiengesellschaft vorgestellt und sollte nach der Fertigstellung der AG zur langjährigen Pacht überlassen werden. Aus Bevölkerungskreisen gab es jedoch massive Kritik daran, dass mit einem solchen Objekt der Garten-Charakter des Zoos verloren ginge und vom nutzbaren Terrain für die Tiergehege damit weiteres einem artfremden Zweck zugeführt werde. Wie festzustellen ist, kam es nicht zum Bau einer Ausstellungshalle.
Im Jahr 1913 wurde das unter der Planung des Verhaltensforschers Oskar Heinroth entstandene Aquarium eröffnet. Nach dem Ersten Weltkrieg wurden die Anlagen zu Außengehegen nach dem Vorbild des Tierparks Hagenbeck in Hamburg ausgebaut.
Von 1910 bis 1912 wurde der Marmorsaal erbaut, der seinerzeit einer der größten Säle Berlins war. Er befand sich im Mittelbau des Gaststättenkomplexes am südöstlichen Rand des Zoogeländes und wurde als Wirtshaus und Kino genutzt. Der Film Nosferatu hatte dort 1922 Premiere. Außerdem fand in den 1930er Jahren im Saal mehrmals der Reichspresseball statt. Im Zweiten Weltkrieg wurde der Saal zerstört und nicht neu eingerichtet.
Ludwig Hecks Sohn Lutz Heck folgte 1932 als Direktor. Unter seiner Leitung wurde im Jahr 1939 Juden der Zutritt zum Zoo verboten. Während der deutschen Besetzung Polens war das SS-Fördermitglied Lutz Heck maßgeblich an der systematischen Verschleppung von Zootieren ins Deutsche Reich, insbesondere aus dem Warschauer in den Berliner Zoo, beteiligt.
Im Zweiten Weltkrieg wurde durch alliierte Luftangriffe ein Großteil des Zoos zerstört. Nach mehrtägigen Bombenangriffen Ende November 1943, bei denen auch der Zoo schwer getroffen worden war, genoss dessen Instandsetzung politische Priorität: Reichsminister Speer ordnete Räumungsarbeiten an und ließ 750 Kriegsgefangene zur Zwangsarbeit im Zoo abstellen. Von insgesamt 3715 Tieren überlebten nur 91, unter ihnen zwei Löwen, zwei Hyänen, der asiatische Elefantenbulle Siam, der Flusspferdbulle Knautschke, zehn Mantelpaviane, die Schimpansin Suse, ein Schwarzschnabelstorch und ein Schuhschnabel.

### 1945–1990

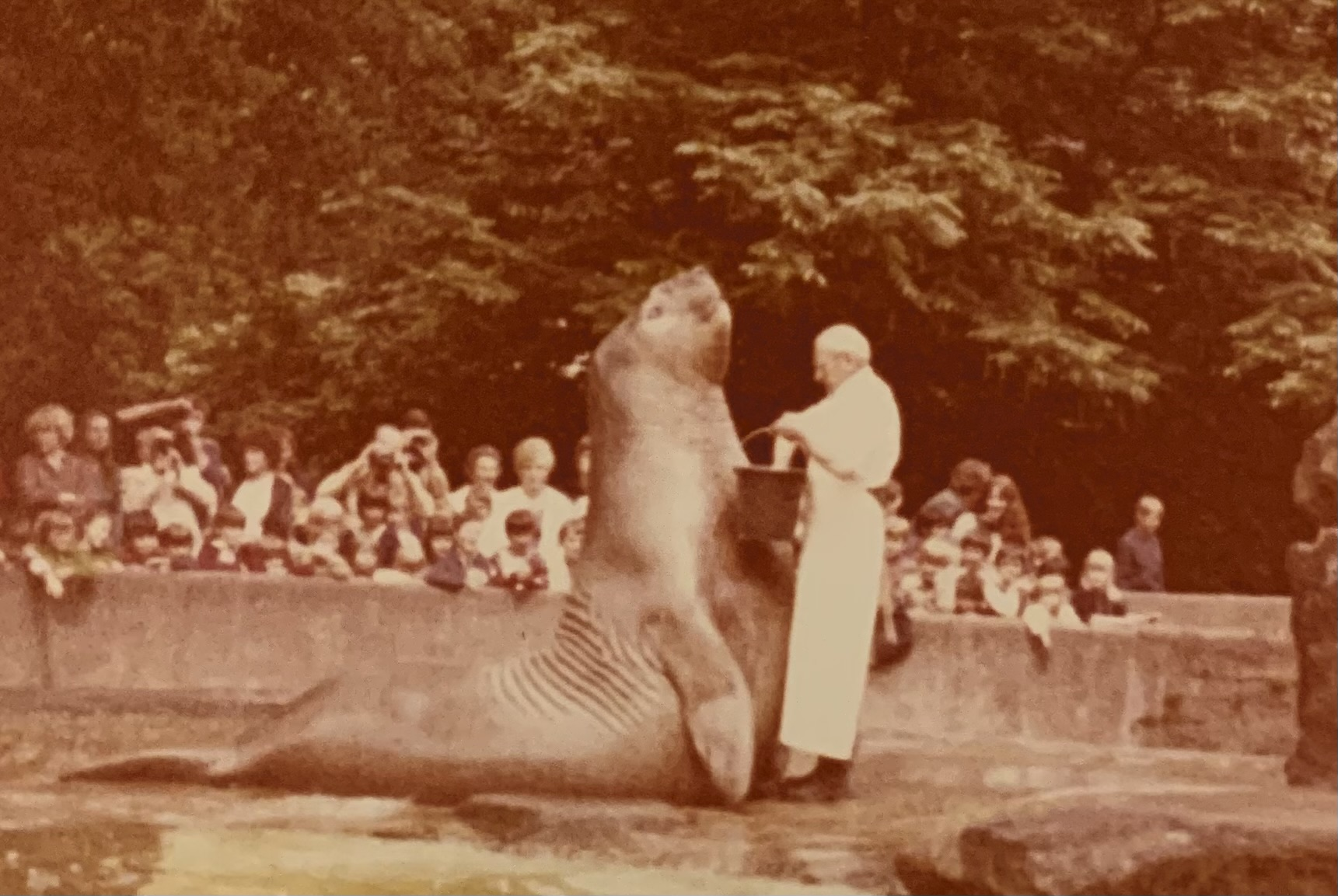
Fütterung eines See-Elefanten, um 1980

Von 1945 bis Ende 1956 wurde der Zoo von Katharina Heinroth, der Ehefrau Oskar Heinroths und damals einzigen Zoodirektorin Deutschlands, geleitet. Sie organisierte den Wiederaufbau des Zoos, ließ das Antilopenhaus renovieren und ein Elefantenhaus sowie ein Flusspferdhaus neu bauen.
Heinz-Georg Klös übernahm 1956 die Leitung des Zoos und führte weitere Wiederauf- und Ausbauten durch. Er ließ unter anderem Affenhäuser, ein Vogelhaus, Bärenanlagen und ein Raubtierhaus mit Nachttierabteilung errichten und das Aquarium ausbauen. Man begann mit der Zucht seltener oder vom Aussterben bedrohter Tiere, wie Spitzmaulnashörnern oder Przewalski-Pferden. Außerdem ließ Klös auf dem Gelände des Zoos Tierskulpturen aufstellen und zooarchitektonisch bedeutende Bauten der Vergangenheit rekonstruieren und renovieren (wie das Elefantentor, Löwentor und Giraffenhaus). Er gründete eine Zooschule und sorgte für die Wiederherstellung vieler der alten Gebäude.

### Seit 1990
Nach der deutschen Wiedervereinigung konnte die Kooperation mit dem Tierpark in Berlin-Friedrichsfelde intensiviert werden, der als größter Landschaftstiergarten Europas gilt. Von 1991 bis 2002 leitete Hans Frädrich den Zoo. Am 5. Mai 1994 gab die Deutsche Bundespost einen Sondermarken-Block zum 150-jährigen Bestehen des Berliner Zoos und zum 150. Geburtstag von Carl Hagenbeck heraus.
In die Kritik geriet der Zoo im Frühjahr 2007, als bekannt wurde, dass Journalisten nur Zugang zum Pressebereich auf der Website erhalten, wenn diese sich verpflichten, nicht negativ über den Zoo zu berichten. Nach dem Bekanntwerden wurde die Regelung geändert.
Zum 1. Juli 2006 wurde Bernhard Blaszkiewitz zum weiteren ordentlichen Vorstandsmitglied der Zoo Berlin AG berufen. Die Aufgabe des Zoodirektors wurde ihm mit Wirkung zum 31. Januar 2007 übertragen, nachdem der bisherige Amtsinhaber, der Vorstandsvorsitzende Jürgen Lange, altersbedingt Ende Januar 2007 ausgeschieden war. Blaszkiewitz war auch Geschäftsführer und Direktor der Tierpark Berlin-Friedrichsfelde GmbH.
Am 19. September 2013 gab der Aufsichtsrat der Zoologischer Garten Berlin AG bekannt, dass Andreas Knieriem, der bisherige Direktor des Münchner Tierparks Hellabrunn, zum Nachfolger des scheidenden Direktors Blaszkiewitz benannt worden ist und somit als alleiniger Direktor beide Einrichtungen leitet. Im Jahr 2014 trat Knieriem sein Amt an.
Am 18. November 2022 wurde der Zoo vorübergehend für den Publikumsverkehr geschlossen. Grund für die Schließung war ein Fall von Vogelgrippe H5N1, der bei einem verendeten Wasservogel der Art Hammerkopf festgestellt worden war. Es war der erste Fall von Vogelgrippe im Berliner Zoo. Am 30. November erfolgte ein Statusbericht des Zoos. Bei den Ergebnissen der Tests aller im Zoo lebender Vögel habe es keinen weiteren Fall gegeben. Am 24. Dezember 2022 wurde der Zoo wiedereröffnet. Es gab keine weiteren positiven Testergebnisse.
Im Jahr 2022 wurde ein Masterplan zur Entwicklung des Zoos und des Tierparks Berlin erarbeitet, der geplante Bauprojekte bis 2035 vorstellt. Von den geplanten Neu- oder Umbauten wurden die Nashorn-Pagode und die Anlagen für Braunbären und Wölfe 2023 fertiggestellt. Mit der teilweisen Modernisierung des Aquariums wurde 2023 begonnen, mit dem Bau einer neuen Außenanlage für Großkatzen 2024. Außerdem sind der Neubau einer Anlage für Gorillas auf dem Erweiterungsgelände, eine Sanierung des Affenhauses und die Erweiterung der Anlagen für Okapis und Bongos geplant. 
Nach dem lokal begrenzten Ausbruch der Maul- und Klauenseuche auf einem Viehbetrieb in Brandenburg schlossen Zoo und Tierpark ab dem 11. Januar 2025 vorübergehend für den Publikumsbetrieb. Der Zoo wurde am 24. Januar 2025 wieder geöffnet, der Tierpark erst sechs Tage später.

## Lage
Der Zoologische Garten Berlin liegt im Ortsteil Tiergarten (Bezirk Mitte) und belegt ein Areal von 33 Hektar. Der andere der beiden zoologischen Gärten der Hauptstadt, der Tierpark Berlin, befindet sich im Ortsteil Friedrichsfelde. Der Zoo ist Namensgeber des Bahnhofs Zoologischer Garten, der sich am Hardenbergplatz gegenüber dem Zoo-Verwaltungsgebäude und dem Löwentor befindet.

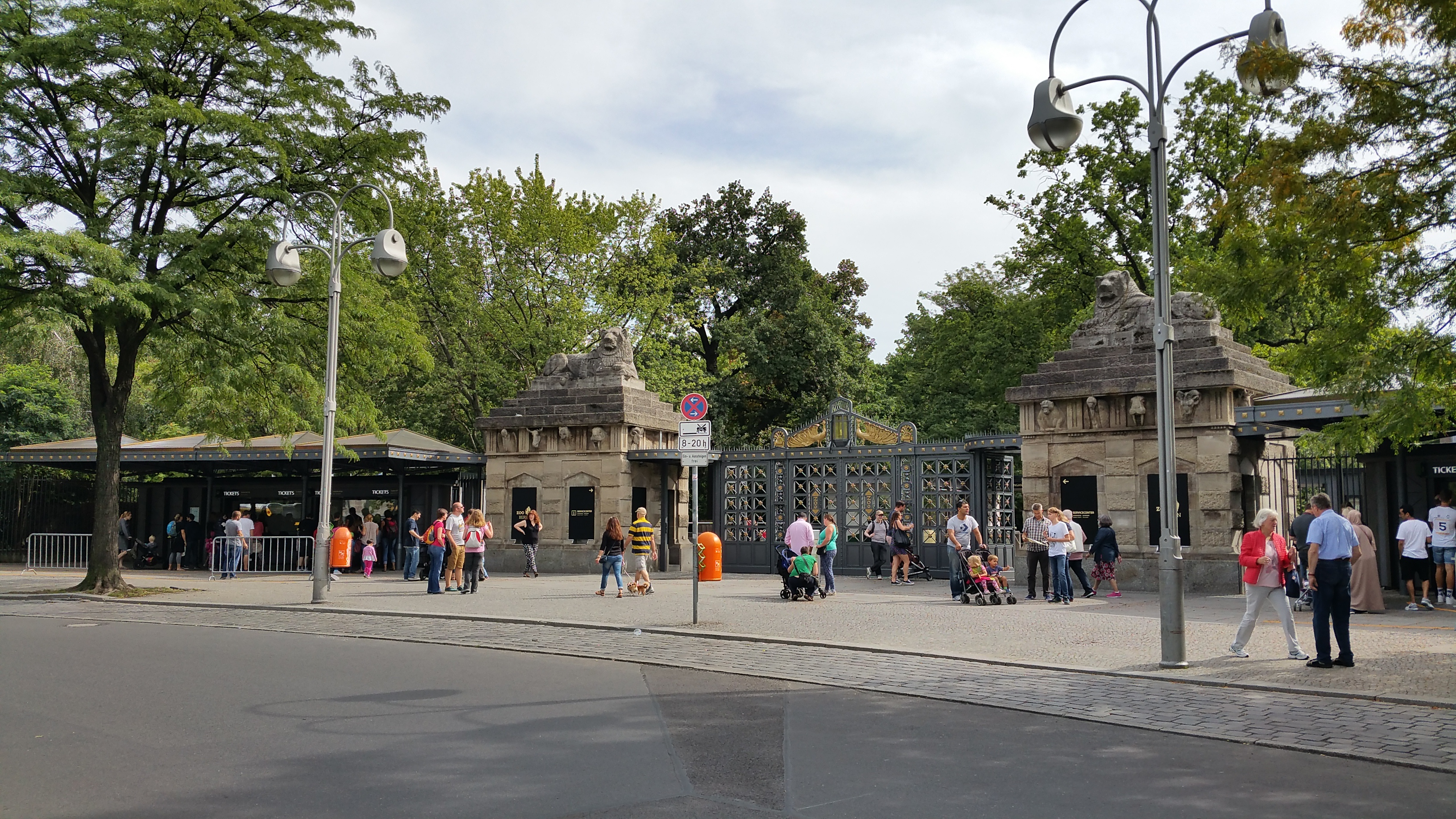
Löwentor, Eingang zum Zoo am Hardenbergplatz
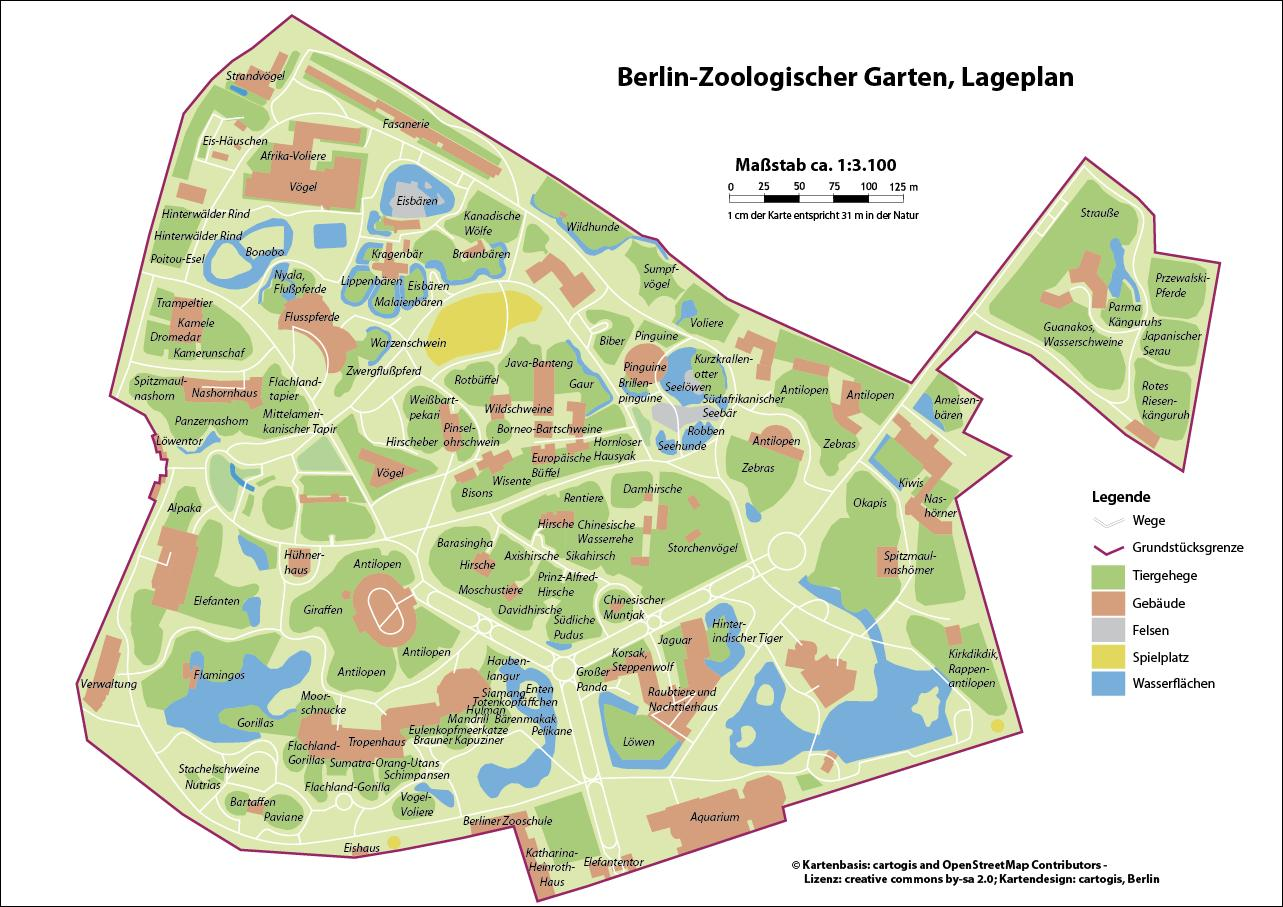
Lageplan des Zoos
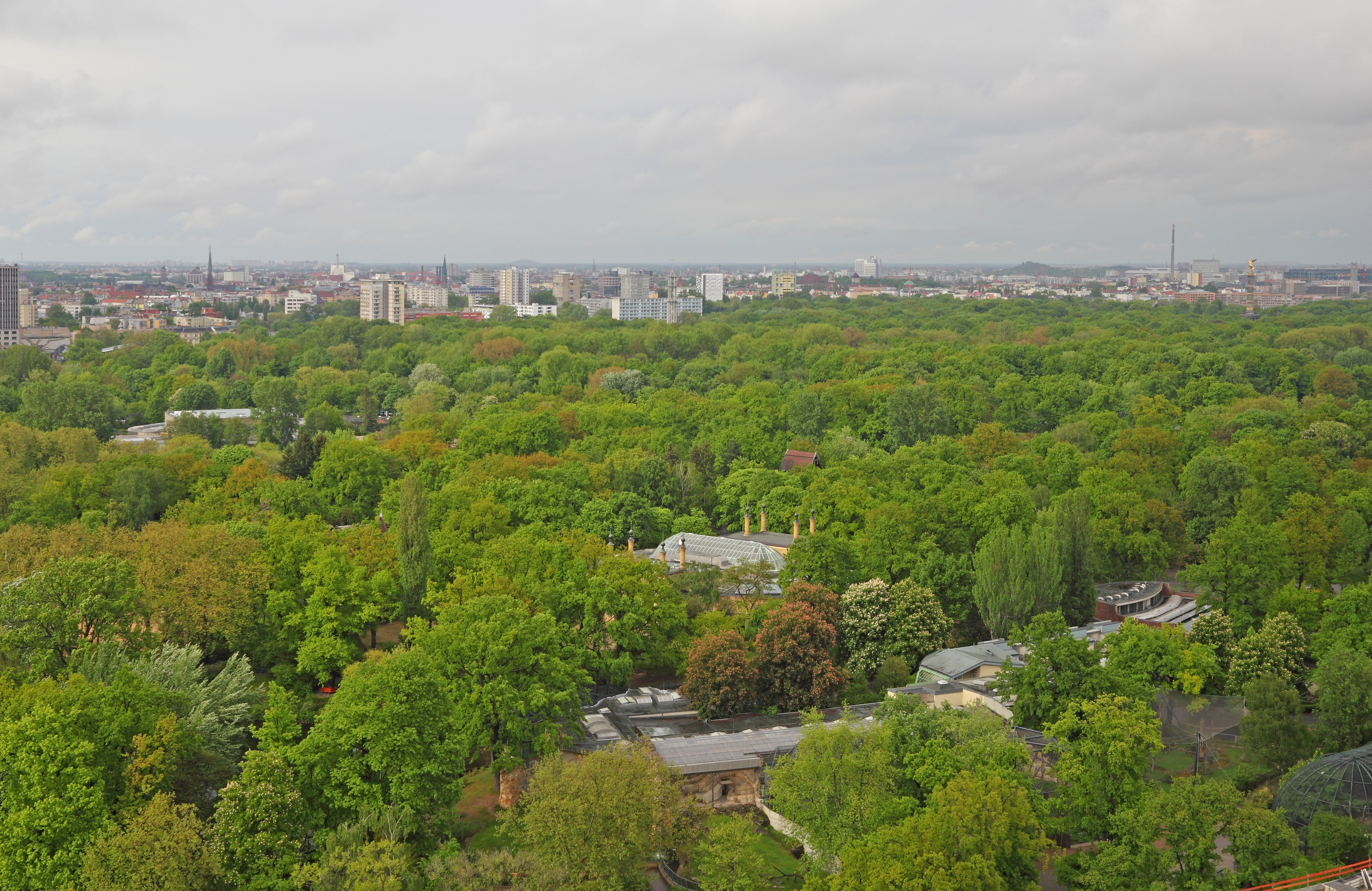
Aussicht auf den Zoo von der Kaiser-Wilhelm-Gedächtniskirche

### Gebäude und Skulpturen

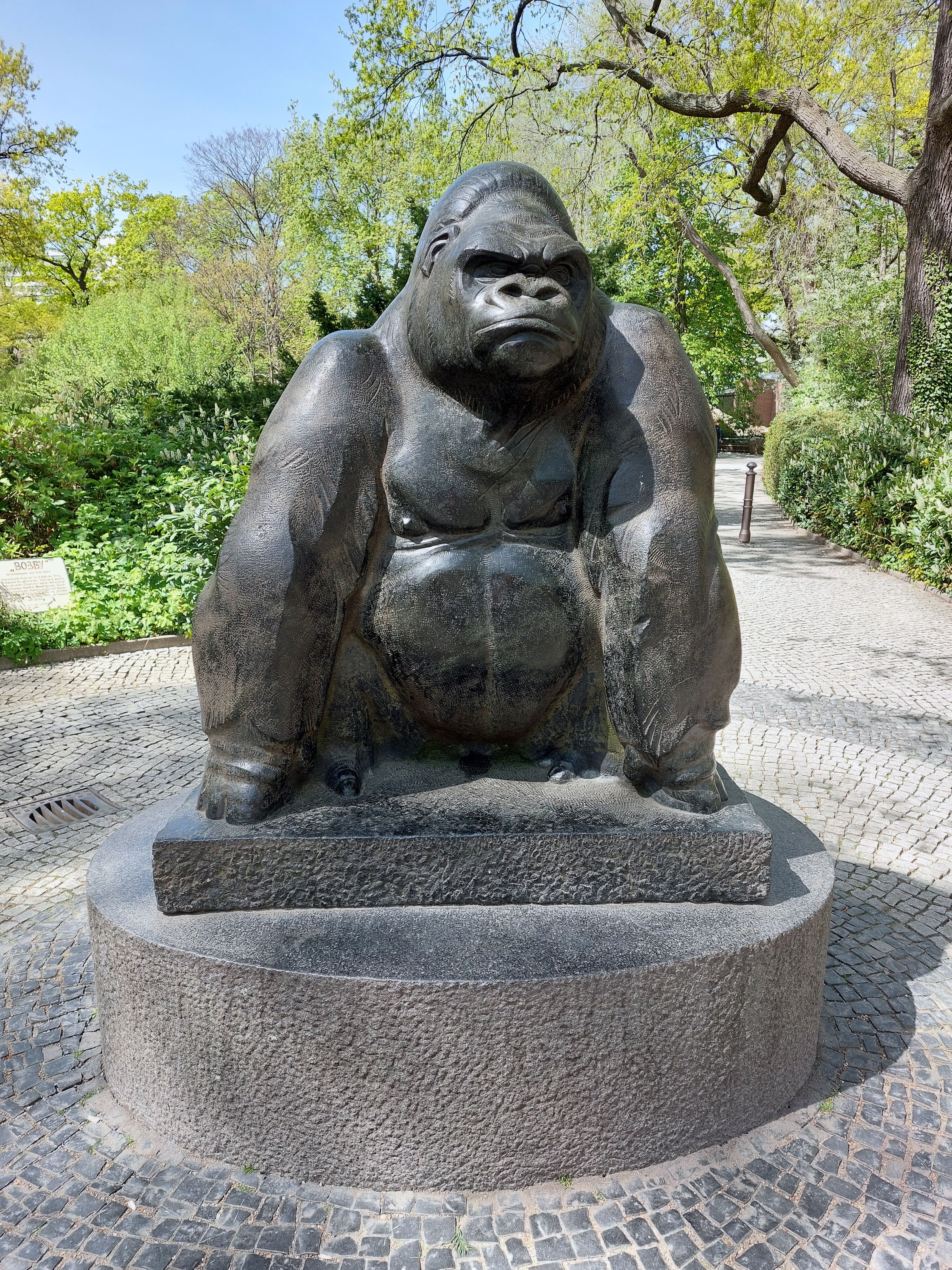
Gorilla Skulptur Bobby

Einige Bauwerke wurden im Stil der Ursprungsländer der gezeigten Tiere gebaut, wie das noch existierende Bisonhaus (von 1905) oder das Antilopenhaus. Den westlichen Eingang am Hardenbergplatz bildet das Löwentor, das zum 750. Stadtjubiläum im Jahr 1987 nach alten Vorlagen wiedererrichtet wurde (seit 2016 mit neuem, größerem Kassen- und Eingangsbereich). Am Olof-Palme-Platz in der Budapester Straße bildet das Elefantentor (1899 erbaut, wiedererrichtet 1984) den südlichen Eingang. Zahlreiche Tierskulpturen sind auf dem Freigelände aufgestellt, wie der Eisbärenbrunnen von Hansjörg Wagner oder die Orang-Utan-Skulptur von Fritz Behn. Einige davon sind Erinnerungen an verendete Zoo-Tiere, zum Beispiel die Bronzestatue von Knautschke vor dem Flusspferdhaus, die Granitskulptur von Gorilla Bobby am Affengehege und das Denkmal Knut der Träumer.
Anfang des 20. Jahrhunderts erhielt der Zoologische Garten zwei neue Musikpavillons: ein zuvor auf dem Platz vor dem großen Restaurant vorhandener sollte ersetzt werden. Ein Einladungswettbewerb unter Berliner Architekten ergab schließlich zwölf Entwürfe, für welche die mit hochrangigen Persönlichkeiten besetzte achtköpfige Jury zwei erste Preise vergab: der Schallwerfer von Zaar & Vahl sowie Frau Musica von Ad. Hartung. Wie eine Internetrecherche ergab, wurde wohl keiner der beiden preisgekrönten Pavillons erbaut. Denn in den 1930er Jahren ist auf einer Ansichtskarte ein überaus moderner Bau mit Neonbeleuchtung zu sehen.
Unabhängig von dem hier gerade dargestellten Pavillon wurde ein weiterer in der Nähe des Zoo-Eingangs vom Kurfürstendamm gebaut. Dessen Entwurf stammte von den Architekten Kayser & von Großheim, die einen chinesischen Baustil geplant hatten. Als Materialien kamen Granit für den Unterbau, Holz für die Pavillonkonstruktion und gelb glasierte Dachziegel zum Einsatz. Holzschnitzereien und Kupferverzierungen dienten als Schmuck.

Das vom Architekturbüro schmucker und partner entworfene Versorgungsgebäude an der Bahntrasse wurde im Oktober 2008 in Betrieb genommen. Die Finanzierung des Neubaus erfolgte durch den Verkauf des alten Wirtschaftshofgeländes.

## Tieranlagen
Der Zoologische Garten Berlin zeigt, mit dem Aquarium, unter den Zoos weltweit den größten Artenreichtum.

### Steinbockfelsen
Am 1899 unter der Planung von Moritz Lehmann entstandenen Steinbockfelsen lebt eine Zuchtgruppe Sibirischer Steinböcke. In der Nachbarschaft leben Himalaya-Tahre und Sichuan-Takine, die nur in fünf anderen europäischen Zoos gehalten werden. Die Nagetiere unter den Gebirgstieren werden mit Alpenmurmeltieren und Waldmurmeltieren präsentiert.

### Adlerschlucht (Adlerfelsen)
Nach einem dreijährigen Umbau wurde die Adlerschlucht, eine Anlage für Greifvögel, Eulen und Hornraben, im Jahr 2018 wiedereröffnet. Im Rahmen der Arbeiten wurden 65 Außenvolieren zu 25 zusammengefasst und zwei begehbare Netzanlagen mit einer Größe von jeweils 800 m² errichtet: eine für Eulen und eine für Geier. Im Jahr 2021 lebten am Adlerfelsen Vögel aus 20 Arten. Dazu gehören beispielsweise Schopfkarakaras, die vom Aussterben bedrohten Kappengeier und Wollkopfgeier sowie Schneeeulen. Seit mehr als 30 Jahren beteiligt sich der Zoo Berlin an einem Projekt zur Wiederansiedlung des Bartgeiers in Europa und stellt dafür Nachzuchten bereit. In der Nähe des Pinguinhauses leben Andenkondore in einer großen Voliere.

### Kamelrevier

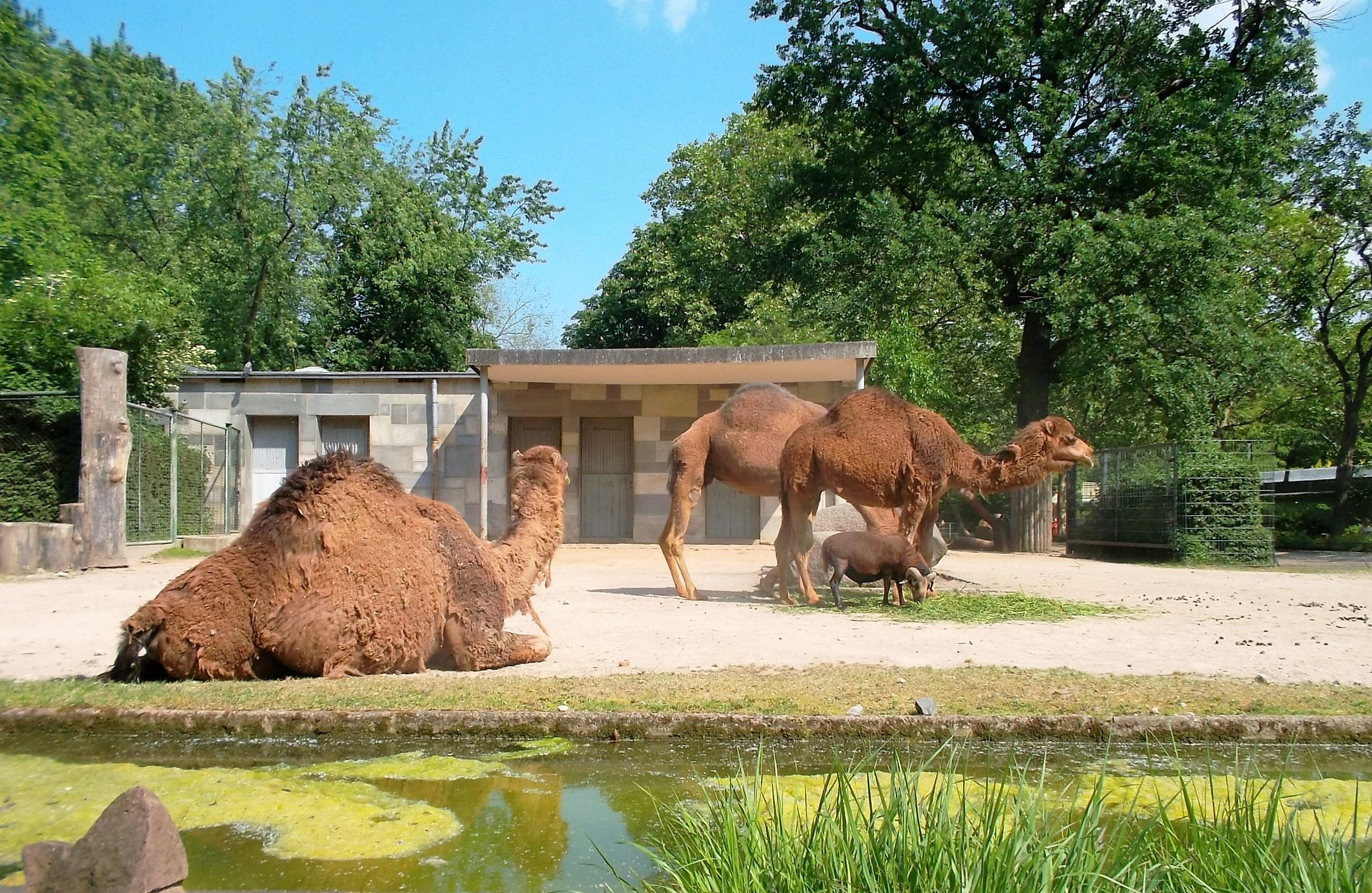
Dromedare

Im 1961 errichteten Kamelrevier lebten Dromedare und Vikunjas. Es wurde 2020 zurückgebaut, um Platz für das neue, 2023 eröffnete Nashornhaus zu schaffen. Eine Anlage an der Lichtensteinbrücke, die über den Landwehrkanal zum Erweiterungsgelände führt, war bis 2015 Lebensraum für Lamas. In der Nähe der Fasanerie lebt die Zuchtgruppe der Alpakas.

### Bärenfelsen
Am 1937 errichteten Bärenfelsen leben Großbären und Wölfe. Indische Lippenbären bewohnen den Tropenbärenfelsen, bis 2019 wurden auch Kragenbären gehalten. Eisbären bewohnten eine große Felsanlage; hier wurde 2006 Knut geboren. Im Dezember 2021 starb mit Katjuscha die letzte Eisbärin der Gruppe. Seit Oktober 2023 nutzen nach einem mehrjährigen Leerstand wieder Braunbären eine große Anlage mit viel Wasser und Baumbestand, einige Monate zuvor bezogen Europäische Wölfe die benachbarte Anlage. In der Vergangenheit hielt der Zoologische Garten Berlin auch Polarwölfe, die über einen Verbindungstunnel von ihrer Anlage in die der Braunbären gelangen konnten. In der Nähe des Bärenfelsens leben Rote Nasenbären und die stark gefährdeten Afrikanischen Wildhunde.

### Rinderrevier
Im Rinderrevier sind die Ställe der unterschiedlichen Rinderarten im Baustil der Herkunftsländer der Tiere erbaut. Ein Beispiel dafür ist das größte thailändische Bauwerk Europas, der Stall für Java-Banteng und Vorderindischen Gaur. Außerdem findet man im Rinderrevier Rotbüffel, Tiefland-Anoas, Südeuropäische Wasserbüffel, Präriebisons und Wisente. Die ehemalige Anlage der Yaks bewohnen seit 2016 Watussirinder.

### Robbenfelsen
Am Robbenfelsen leben eine Zuchtgruppe Kalifornischer Seelöwen und Ostatlantischer Seehunde. Bis 2019 wurden auch Südafrikanische Seebären gehalten.

### Huftiere
Persische Einhufer und Paarhufer
Im historischen persischen Einhuferrevier aus den Jahren 1909/1910 leben nicht nur die Einhufer Böhm-Steppenzebras und Grevyzebras, sondern auch Paarhufer wie Elenantilopen, Südafrikanische Oryxantilopen und Säbelantilopen.
Das Paarhuferrevier ist besetzt mit Großen Ameisenbären, den seltenen Östlichen Bongos, Okapis zusammen mit Rotduckern sowie mit den Südafrikanischen Rappenantilopen zusammen mit Kirk-Dikdiks.

### Hirschrevier
Das in den Jahren 1869–1872 entstandene Hirschrevier ist die Heimat der stark gefährdeten Prinz-Alfred-Hirsche und Mesopotamischer Damhirsche sowie von Südpudus, Japan-Sikahirschen, Weißwedelhirschen und Europäischen Waldrentieren. Das Revier wurde für den Bau der neuen Panda-Anlage stark verkleinert. Zuvor wurden hier auch Axishirsche, Zwergmuntjaks und Chinesische Wasserrehe gehalten, sowie die in freier Natur ausgestorbenen Davidshirsche und die selten in europäischen Zoos gehaltenen Barasinghas, die beide zum Bestand des Tierparks Berlin gehören.

### StreichelzooHans im Glück(Tierkinderzoo)

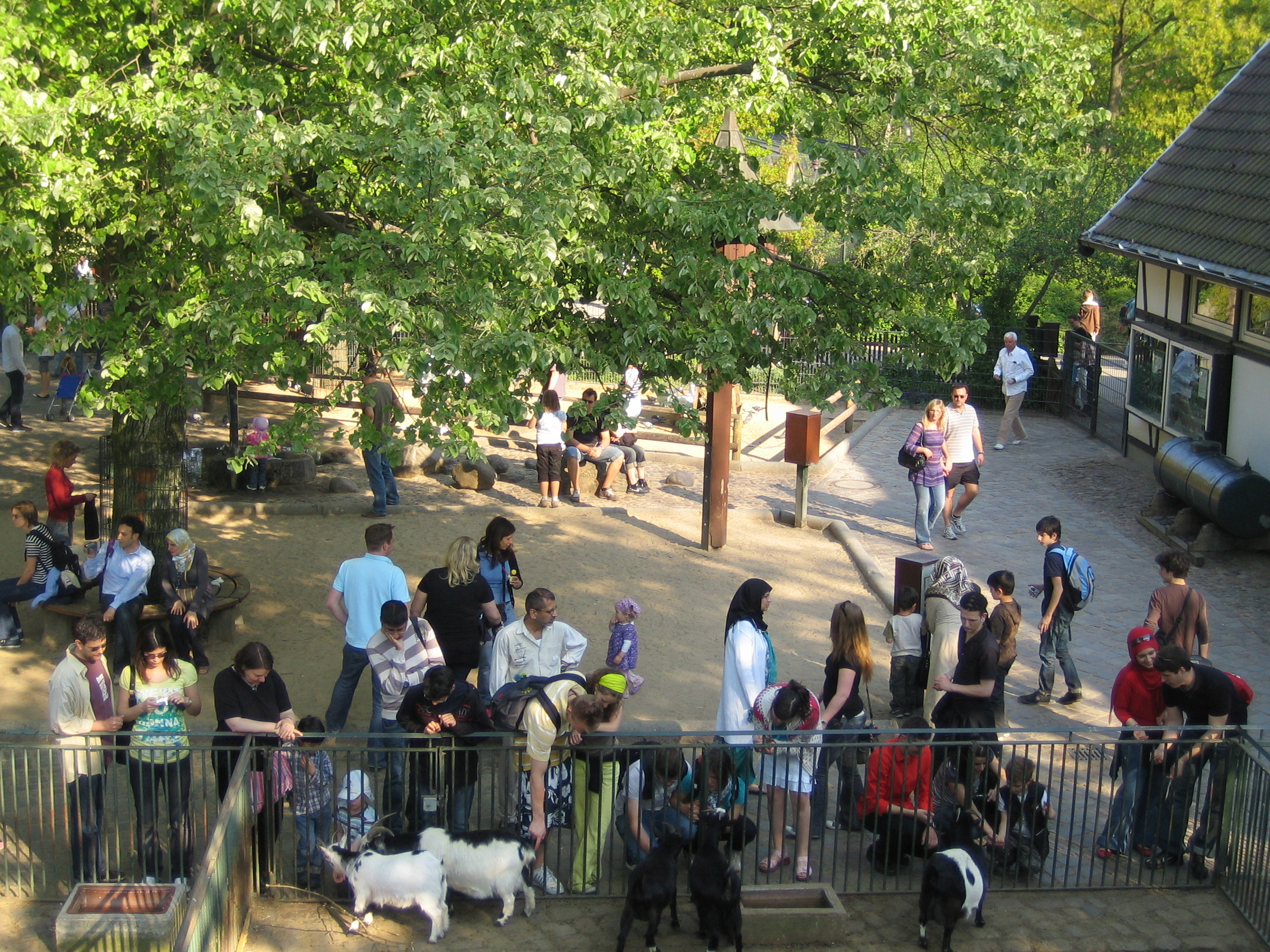
Kinderzoo

Der Zoo beherbergt neben Wildtieren auch Haustierrassen. Einige davon können im Tierkinderzoo gestreichelt und gefüttert werden. Im Streichelzoo leben neben Hinterwälder Rindern, Shetland-Ponys, Vietnamesischen Hängebauchschweinen und Kamerunschafen über sechs weitere, teils bedrohte, Haustierrassen aus aller Welt.

### Fasanerie
In der Fasanerie leben Hühnervögel aller Größenordnungen, beispielsweise Vieillot-Feuerrückenfasan, Napoleonpfaufasan, Prälatfasan, Malaiischer Argusfasan, Indochina-Pfaufasan, Halsbandfrankolin, Elliotfasan, Gelbschnabelhokko, Tuberkelhokko, Zwergwachtel und viele mehr. Als Untermieter leben dort Kleinkantschile, kleine Säugetiere, die zur Familie der Hirschferkel zählen. In der Nähe der Fasanerie lebt ein Paar Helmkasuare. Außerdem befinden sich in der Nähe eine Strandvogelvoliere und Volieren für Zwergflamingos, James-Flamingos und Andenflamingos.

### Erweiterungsgelände
Das im alten Diplomatenviertel gelegene 3,4 Hektar große Erweiterungsgelände ist das einzige Areal des Zoos jenseits des Landwehrkanals. Seine Eröffnung fand am 23. Mai 1987 statt. Hier gibt es die Afrikaanlage mit Südafrikanischen Blauhalsstraußen, Springböcken, Großen Kudus und Blessböcken sowie die Südamerika-Anlage mit Guanakos, Nandus, Wasserschweinen und Großen Maras. Diese Gemeinschaftshaltungen galten bei ihrer Zusammenstellung als Risiko, da man damit zoologisches Neuland betrat. Ebenfalls im Erweiterungsgelände leben Emus, Parmakängurus, Rote Riesenkängurus und Przewalski-Pferde. Außerdem lebte hier bis 2016 der letzte in Deutschland gehaltene Japanische Serau.

### Nagerfelsen, Volieren und sonstige Anlagen
Der 1903 als Anlage für Wassernagetiere eröffnete Nagerfelsen beherbergt Südafrikanische Stachelschweine sowie Afrikanische Quastenstachler.
In der unmittelbaren Nähe des Elefantentores lebt eine Zuchtgruppe Hirschziegenantilopen. Zwischen Affenhaus und Affenfelsen befindet sich eine Voliere für Störche, hier leben unter anderem Schwarzstörche, Asiatische Wollhalsstörche, Maguaristörche, Abdimstörche und Rotfußseriemas. Auf dem Pelikansee leben vier verschiedene Pelikanarten. Zwischen Hirschrevier und Böhm-Steppenzebras ist eine große Wiese für Stelzvögel. Hier leben unter anderem Europäische Weißstörche, Ostafrikanische Kronenkraniche, Mandschurenkraniche und Afrikanische Marabus. Zwischen Wildhunden und Andenkondoren befindet sich eine wasserreiche Voliere, die Sumpfvogelvoliere. Hier leben Punasichler, Schwarzzügelibis, Schopfibis, Philippinen-Rotrückenreiher, Prachtreiher, Paddyreiher, Kuhreiher und viele mehr. In der Nähe des Elefantenhauses befindet sich eine Anlage für Rosaflamingos und Chileflamingos. Die Seen des Zoos (Vierwaldstätter See, Grottenteich, Neptunteich, kleiner Raubtierhausteich) bevölkern über 60 Arten von Enten, Gänsen, Schwänen und Sägern. Im historischen Tauben- und Hühnerhaus von 1908 leben seltene Hühner und Tauben, darunter Seidenhuhn, Bankivahuhn, Lockentaube, Zwerg-Lakenfelder und über 17 weitere Arten.

## Tierhäuser

### Elefantenhaus

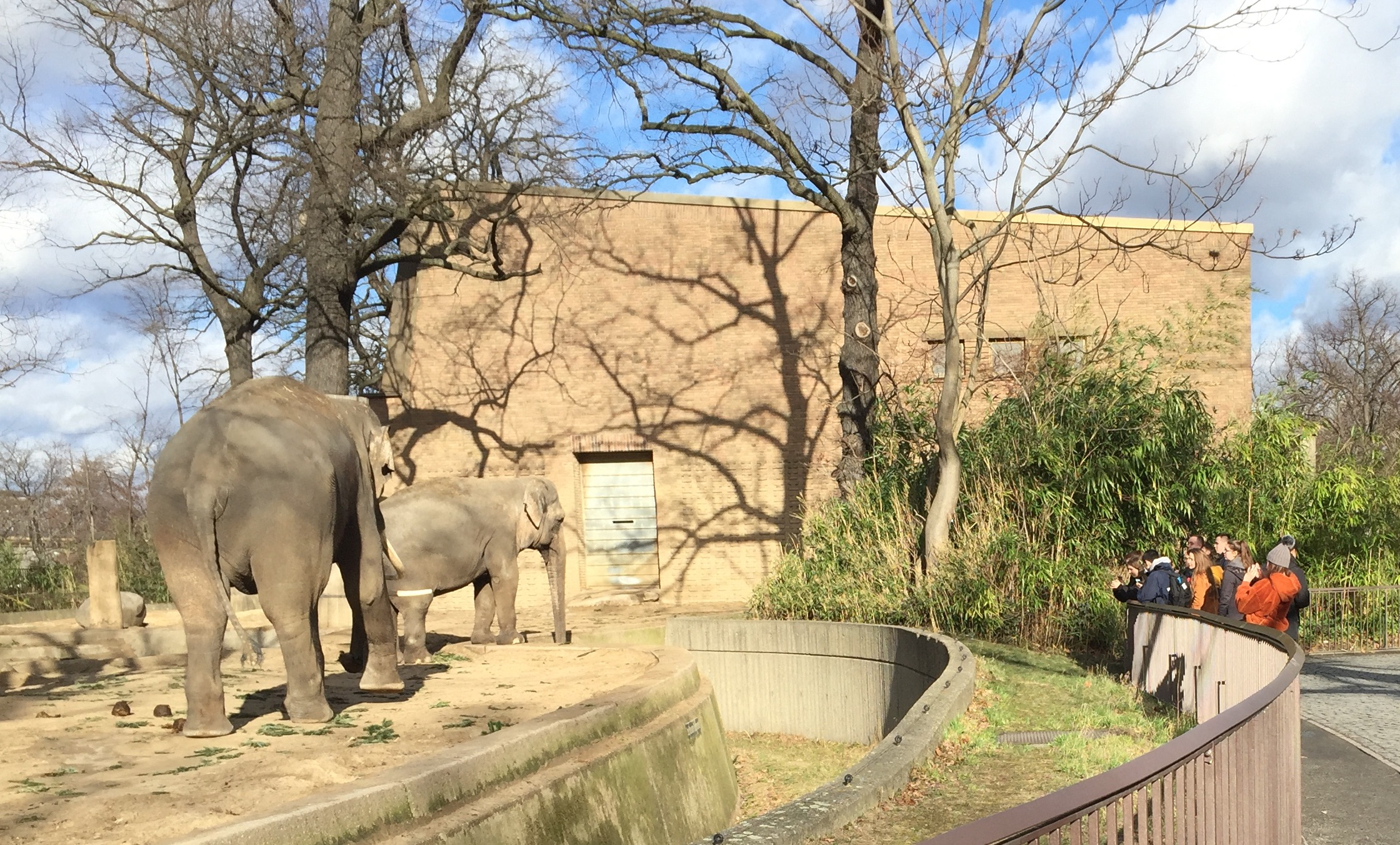
Elefantenhaus mit Außenanlage

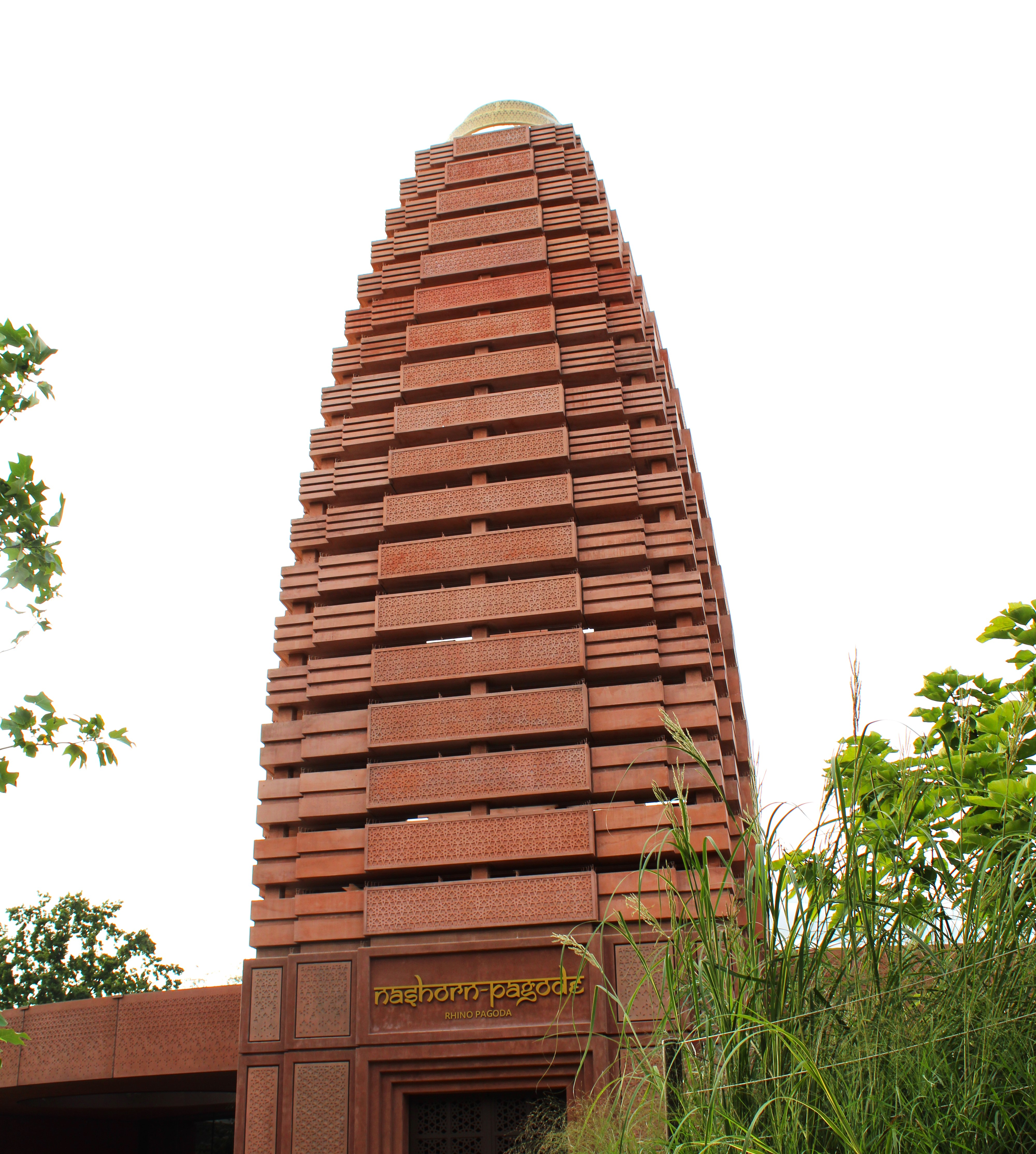
Nashorn-Pagode im Zoo Berlin

Das Elefantenhaus gleich neben dem Eingang am Hardenbergplatz (Löwentor) beherbergt eine Zuchtgruppe Indischer Elefanten. Im Zoo Berlin leben:
- Carla (* 1974 in Indien, seit 1977 im Zoologischen Garten)
- Drumbo (* 1970, seit 1987 im Zoologischen Garten)
- Pang Pha (* 1987 in Thailand, seit 1987 im Zoologischen Garten)
- Anchali (* 2012 im Zoologischen Garten Berlin)

Der Elefantenbulle Victor (* 1993 in Ramat Gan/Israel) ist im Januar 2025 verstorben. Er lebte seit 2000 im Zoologischen Garten. Die Elefantenkühe Tanja (* 1964 in Indien; † 16. Oktober 2018) und Iyoti (* 1974 in Indien; † 16. Februar 2019), von 1984 sowie 1976 bis zu ihrem Tod im Zoologischen Garten, mussten aufgrund altersbedingter Leiden eingeschläfert werden.

### Nashornhaus
Einen Schwerpunkt der tiergärtnerischen Arbeit bilden die Nashörner, für das Breitmaulnashorn – obwohl nicht mehr im Bestand – führt der Zoo Berlin das Internationale Zuchtbuch. In den sechs Gehegen des von 1962 bis 1964 erbauten Nashornhauses lebten Ostafrikanische Spitzmaulnashörner, durch deren Zucht der Zoo berühmt wurde, sowie Indische Panzernashörner. Außerdem bewohnen die Spitzmaulnashörner eine weitläufige Anlage in der Nähe der Lichtensteinbrücke. Untermieter im Nashornhaus waren die Flachlandtapire und ein Mittelamerikanischer Tapir. Das Gebäude wurde 2021 abgerissen.
Die neue Nashorn-Pagode mit naturnah nachgebauter Sumpflandschaft wurde im Juni 2023 eröffnet. Der Neubau ermöglicht ähnlich wie das Flusspferdhaus eine Unterwasserbetrachtung. Der 25 Meter hohe Turm aus rotem Sandstein ist von außerhalb des Zoos weithin sichtbar. Auf dem neuen Gelände kommen neben den Panzernashörnern auch die Flachlandtapire sowie die Visaya-Pustelschweine unter.

### Flusspferdhaus

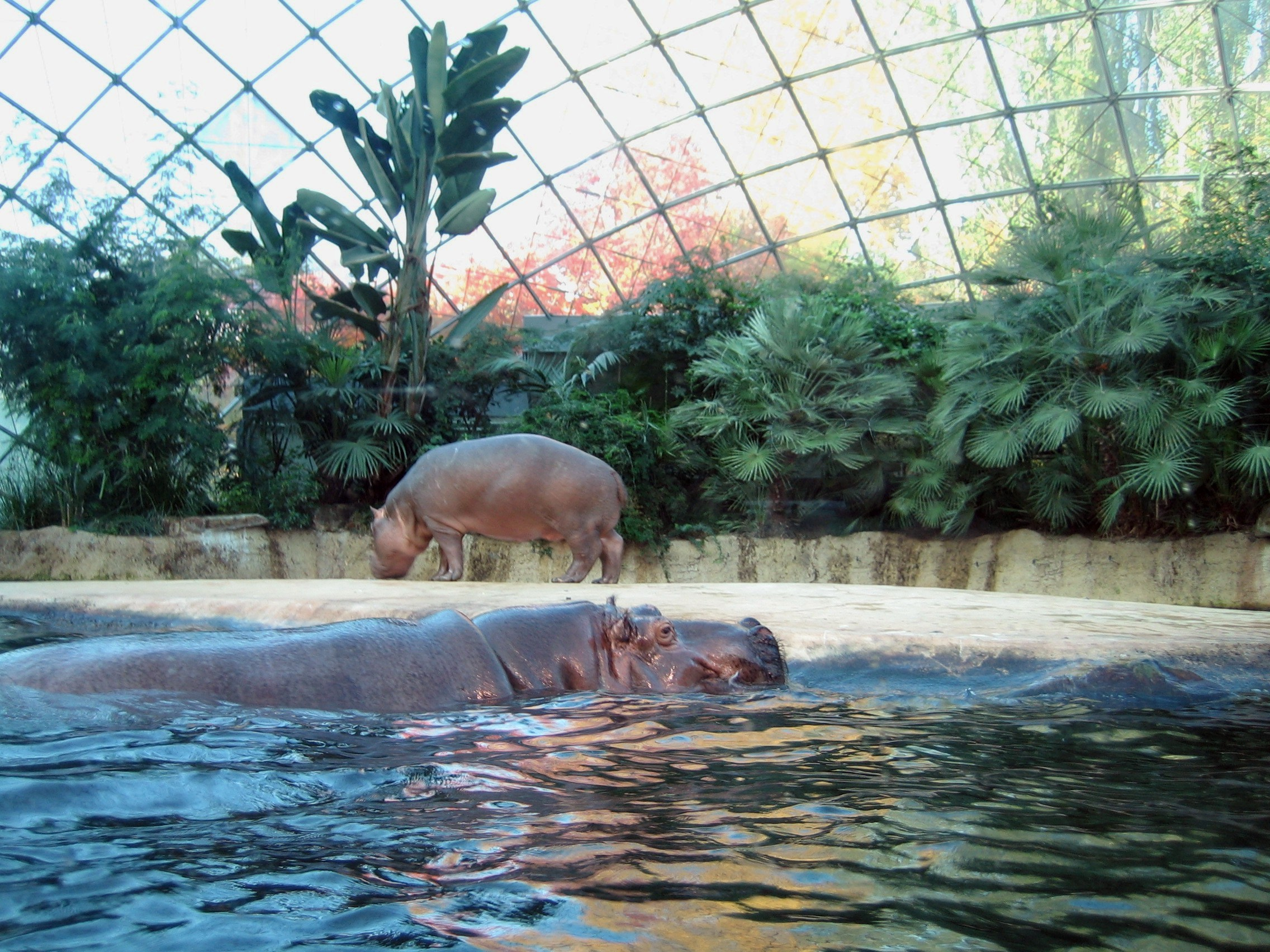
Das Flusspferdhaus

Das Flusspferdhaus entstand nach Plänen des Münchner Architekten Jörg Gribl in Zusammenarbeit mit den Ingenieuren Schlaich Bergermann Partner und ist eines der modernsten Tierhäuser der Welt. Sein Dach besteht aus einer gläsernen Doppelkuppel, an der sich am Abend die Lichtreflexe an der Wasseroberfläche spiegeln. Hier leben Flusspferde in einem Wasserbecken, umgeben von savannenähnlicher, üppiger Vegetation und nebenan Westliche Zwergflusspferde. Durch Panoramaglasscheiben können die Gäste den Tieren bei ihren Unterwasserspaziergängen zusehen. Die Außenanlage teilen sich die Flusspferde mit Nyalas, Antilopen aus Afrika.

### Schweinehaus
Im historischen Schweinehaus von 1910 werden außergewöhnliche Schweine wie Sulawesi-Hirscheber, Negros-Pustelschweine, Pinselohrschweine, Halsbandpekaris, Südliche Weißbartpekaris und Westafrikanische Warzenschweine präsentiert. Im Februar 2024 ist hier das Borneo-Bartschwein Neo gestorben, das letzte Tier seiner Art in europäischer Haltung.

### Reich der Jäger (Raubtierhaus)
Das Gebäude eröffnete im April 1974. Einige Anlagenteile wurden bereits früher gebaut; so 1971 die 600 m² große Anlage für Sibirische Tiger und 1960 die 2000 m² große Anlage für Transvaal-Löwen. Das Raubtierhaus wurde zwischen 2018 und Februar 2022 großflächig umgebaut und neugestaltet. Die Neueröffnung des rund 14 Millionen Euro teuren Umbaus erfolgte für Zoobesucher am 25. Februar 2022 unter dem Namen Reich der Jäger. Im Rahmen des Umbaus wurden die Gehege naturnah gestaltet, vergrößert und Gitter sowie Fliesen durch Glasscheiben und Kunstfelsen ersetzt.
Seit dem Umbau leben hier Nordpersische Leoparden, Jaguare, Ozelots, Arabische Sandkatzen, Sri-Lanka-Rostkatzen, Östliche Ringelschwanzmungos, Nördliche Schmalstreifenmungos, Südliche Ozelotkatzen, Yucatan-Langschwanzkatzen, Zentralamerikanische Langschwanzkatzen, Westliche Kleine Pandas, Tayras und Südliche Zwergmangusten. Die Löwenanlage bewohnen drei Wurfgeschwister aus dem Zoo Leipzig, die im Januar 2021 nach Berlin gekommen sind. Auf der Tigeranlage leben seit dem Oktober 2023 Sumatra-Tiger: Zwillingsschwestern aus dem Tierpark Berlin.
Ab 1980 waren hier auch die bekannten Pandas Bao Bao und Tjen Tjen untergebracht. 2012 endete die Pandahaltung im Raubtierhaus mit dem Tod Bao Baos. Seit Juni 2017 leben Pandas in dem neu erbauten Panda Garden in der Nähe des Hirschreviers.

### Nachttierhaus
Das Mitte der 1970er Jahre errichtete Nachttierhaus befindet sich unter dem Raubtierhaus. Hier ist der Tages-/Nachtrhythmus vertauscht. So können die Besucher auch nachtaktive Tiere erleben. Es gibt u. a. Erdferkel, Senegal-Galagos, Bengal-Plumplori, Wickelbären, Gemeine Vampirfledermäuse, Sechsbinden-Gürteltiere, Grüne Zwergagutis, Wüstenfüchse, Bolivien-Nachtaffen, Tüpfelbeutelmarder und Fingertiere sowie elf weitere nachtaktive Arten.
Im Rahmen der Umgestaltung des Raubtierhauses wurde auch das Nachttierhaus modernisiert. Es ist seit dem 25. Februar 2022 im neu eröffneten Reich der Jäger zu finden.

### Affenhaus

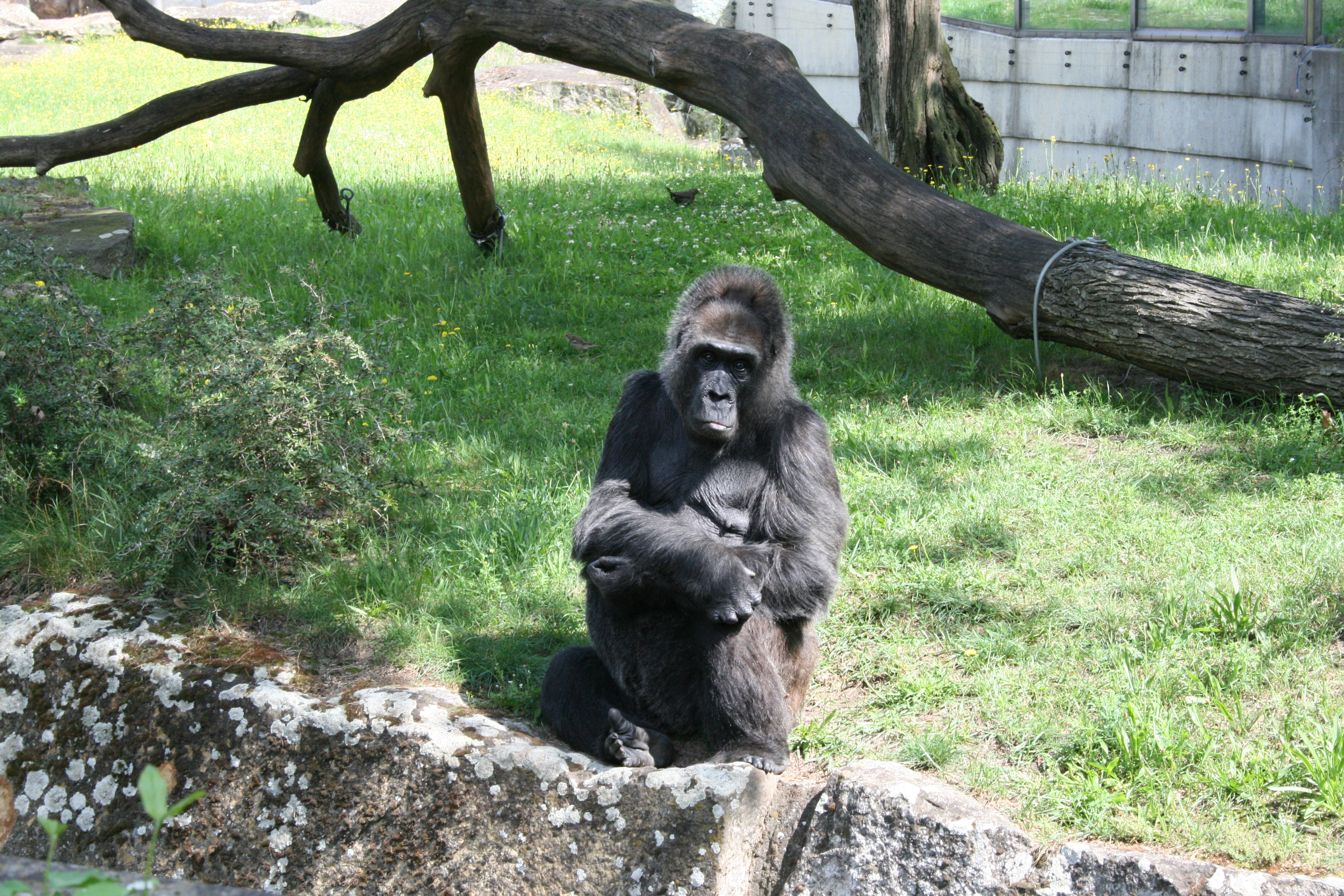
Gorilla Fatou im Freigehege

Im in vier Abschnitten von April 1959 bis 1965 eröffneten Affenhaus leben neben den Menschenaffen (Sumatra-Orang-Utans, Westliche Flachlandgorillas, Bonobos und Westafrikanische Schimpansen) auch über 22 teils seltene Affenarten, darunter Ceylon-Hutaffen, Eulenkopfmeerkatzen, Rote Springaffen, Siamange, Braune Kapuzineraffen, Hulmans, Mandrills, Schwarze Haubenlanguren, Rio-Napo-Tamarine, Kolumbianische Klammeraffen, Schwarze Brüllaffen, Rotgesichtsmakaken und Schwarzbüscheläffchen. Am benachbarten Affenfelsen leben kopfstarke Zuchtgruppen mit Mantelpaviane und Bartaffen. Die Gibboninsel im Grottenteich bewohnen Kappengibbons.

### Panda Garden (Pandahaus)

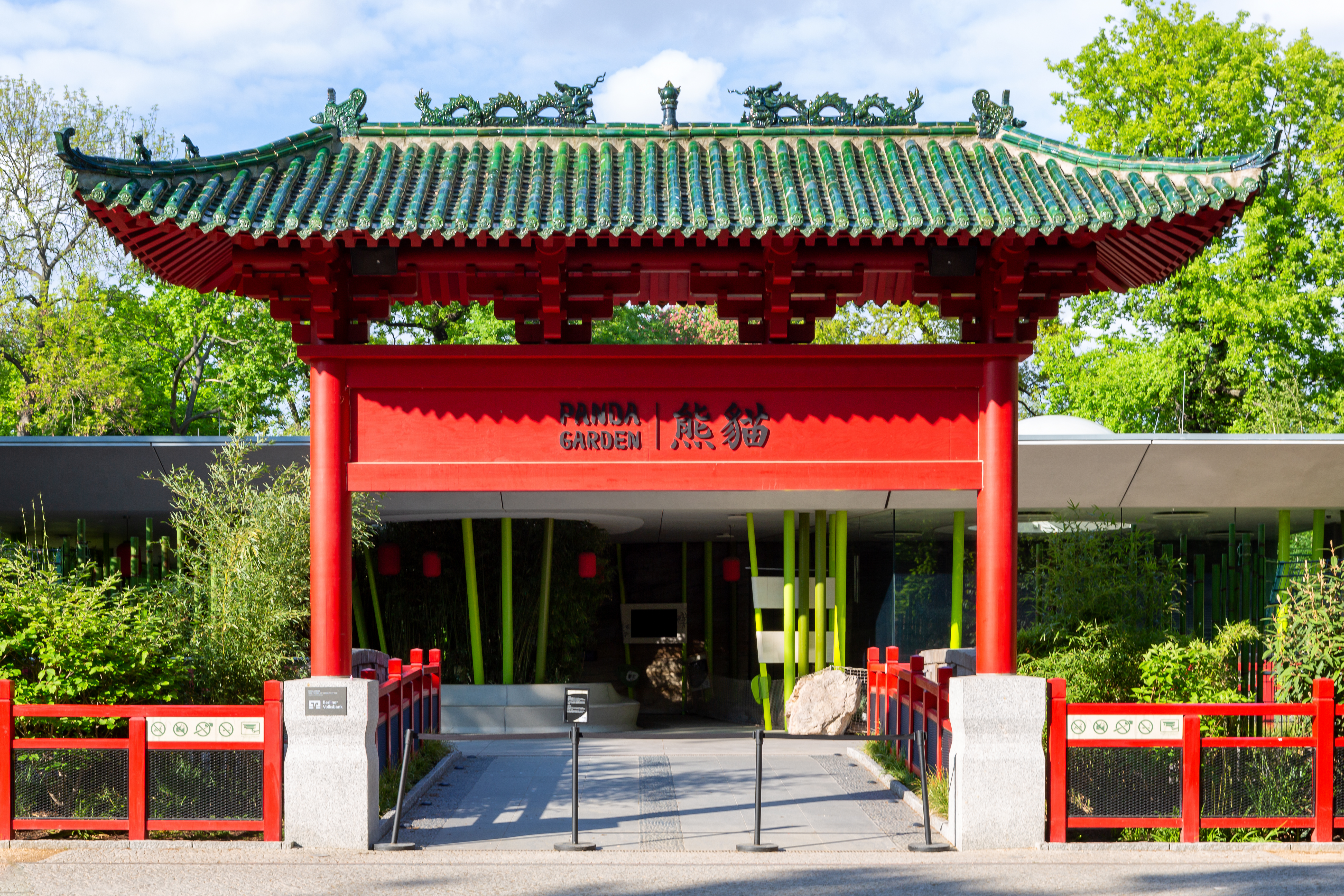
Eingang zum Panda Garden

Der 5480 m² umfassende Panda Garden beheimatet die Großen Pandabären Meng Meng und Jiao Qing. Deren beiden am 31. August 2019 geborenen Jungtiere Meng Xiang und Meng Yuan (deutsche Namen: Pit und Paule) lebten hier bis zu ihrem Transfer nach China im Dezember 2023. Vorbild für die landschaftliche Gestaltung der rund neun Millionen Euro teuren Anlage war die Provinz Sichuan in China.
Der Panda Garden besteht aus zwei rund 1080 m² großen Arealen, die jeweils von einem der Pandas bewohnt werden, einem Besucherpavillon, der den Blick auf beide Areale ermöglicht, sowie einer Stall- und Wirtschaftsanlage. Jedem der Pandas steht innerhalb seines Areals ein Außen- sowie ein Innenbereich zur Verfügung.
Die Eröffnung der Anlage fand am 5. Juli 2017 im Beisein von Bundeskanzlerin Angela Merkel sowie des chinesischen Staatspräsidenten Xi Jinping statt.

### Welt der Vögel (Vogelhaus)

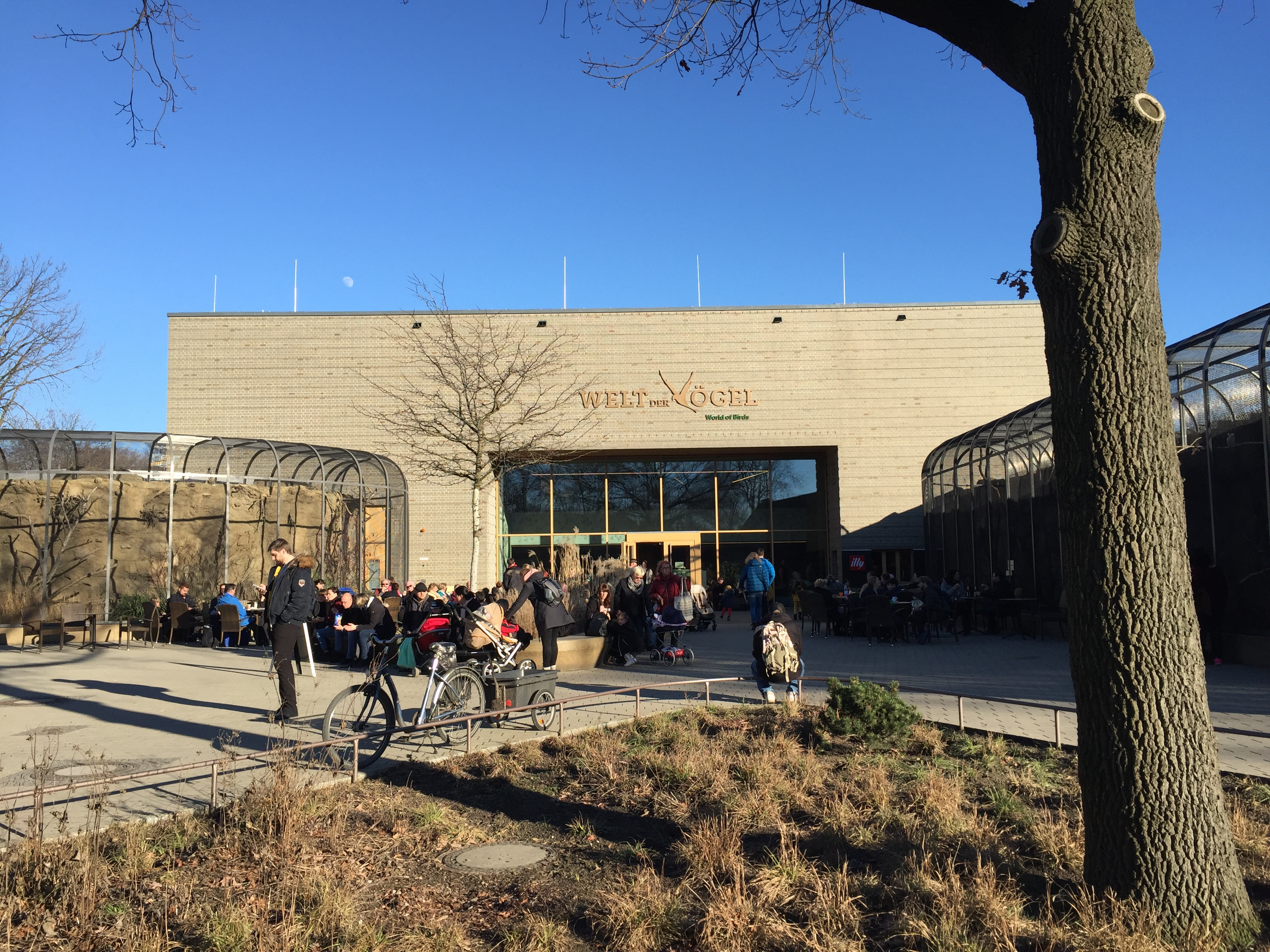
Welt der Vögel

Das im Juni 2016 neueröffnete Vogelhaus zeigt verschiedene Vögel, darunter Seltenheiten wie Balistar, Gelbnackenspecht, Kagu, Kea, Nordstreifenkiwi und viele mehr. In den beiden Freiflughallen können Besucher die Vogelwelt Asiens und Afrikas entdecken. An multimedialen Mitmachstationen erhalten die Besucher Informationen über Bewohner des Vogelhauses. Im Vogelhaus leben über 300 Vogelarten.

### Pinguinwelt
Im 1977 fertiggestellten und 2002 erweiterten Pinguinarium lebt die Kolonie der Königspinguine und die der Westlichen Felsenpinguine auf echtem Eis und Schnee. In der Nähe leben Brillenpinguine und Humboldt-Pinguine. In einer wasserreichen Anlage leben Eurasische Biber.

### Antilopenhaus (Giraffenhaus)

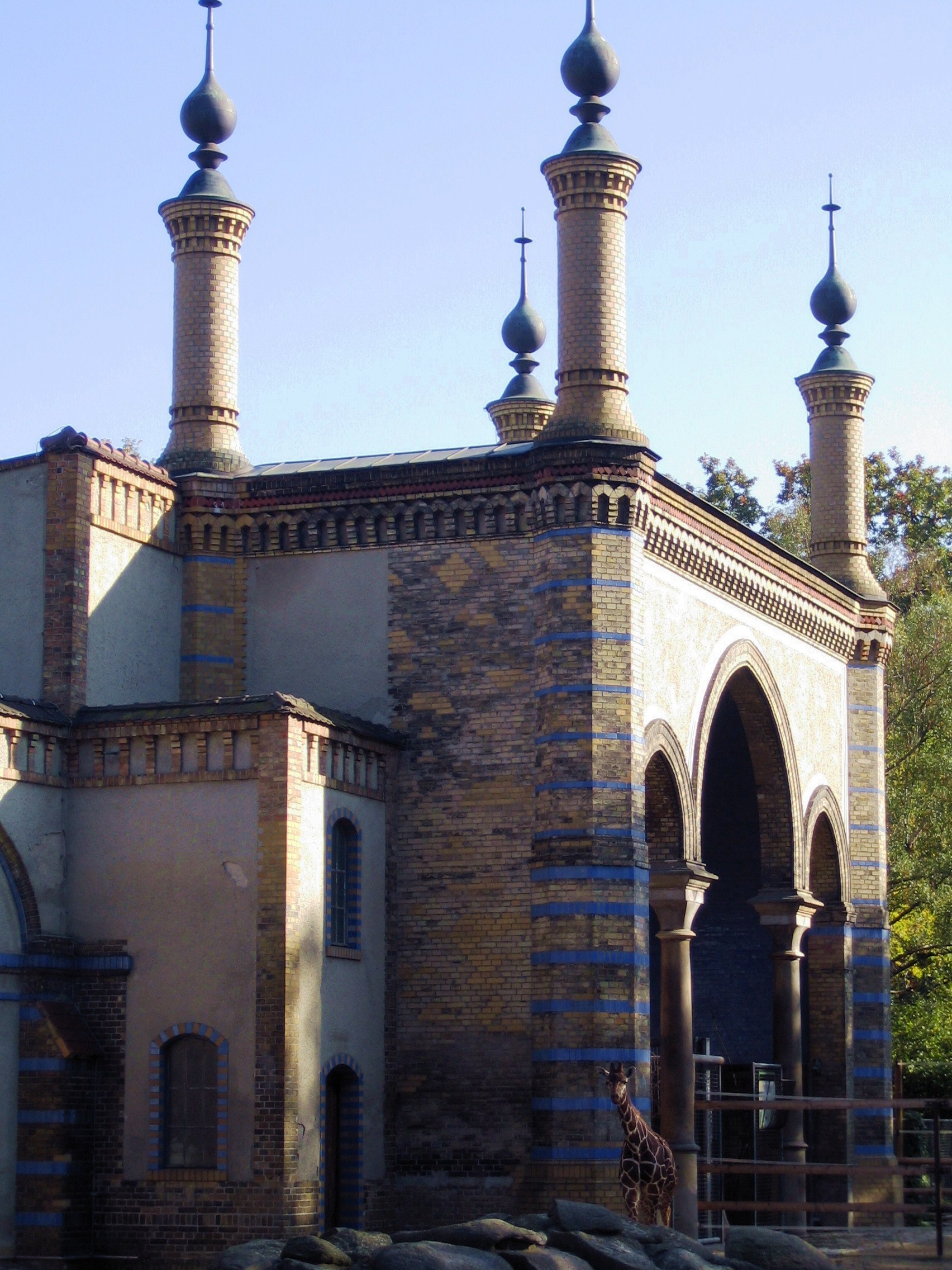
Antilopenhaus

Im historischen Antilopenhaus von 1871/1872, in dem 1872 das „Drei-Kaiser-Treffen“ stattfand, werden exotische Tiere präsentiert. So leben hier die einzigen Südlichen Giraffengazellen Europas (neben dem Tierpark Berlin) und zwei Giraffenbullen: eine Rothschildgiraffe und eine Netzgiraffe. Außerdem leben hier kopfstarke Zuchtgruppen von Westlichen Sitatungas, Defassa-Wasserböcken, Persischen Kropfgazellen und Kafue-Litschi-Moorantilopen. In der Mitte des Hauses befindet sich eine kleine Tropenhalle; hier leben Nördliche Hornraben.

### Aquarium
Das im Jahr 1913 eröffnete Aquarium gilt als das größte öffentlich zugängliche Schauaquarium Europas. In den Aquarien und Terrarien leben etwa 16.000 Tiere aus über 750 Arten. Allein das 2015 neugestaltete Haibecken fasst 130.000 Liter Wasser. Hier werden vier verschiedene Haiarten gezeigt.

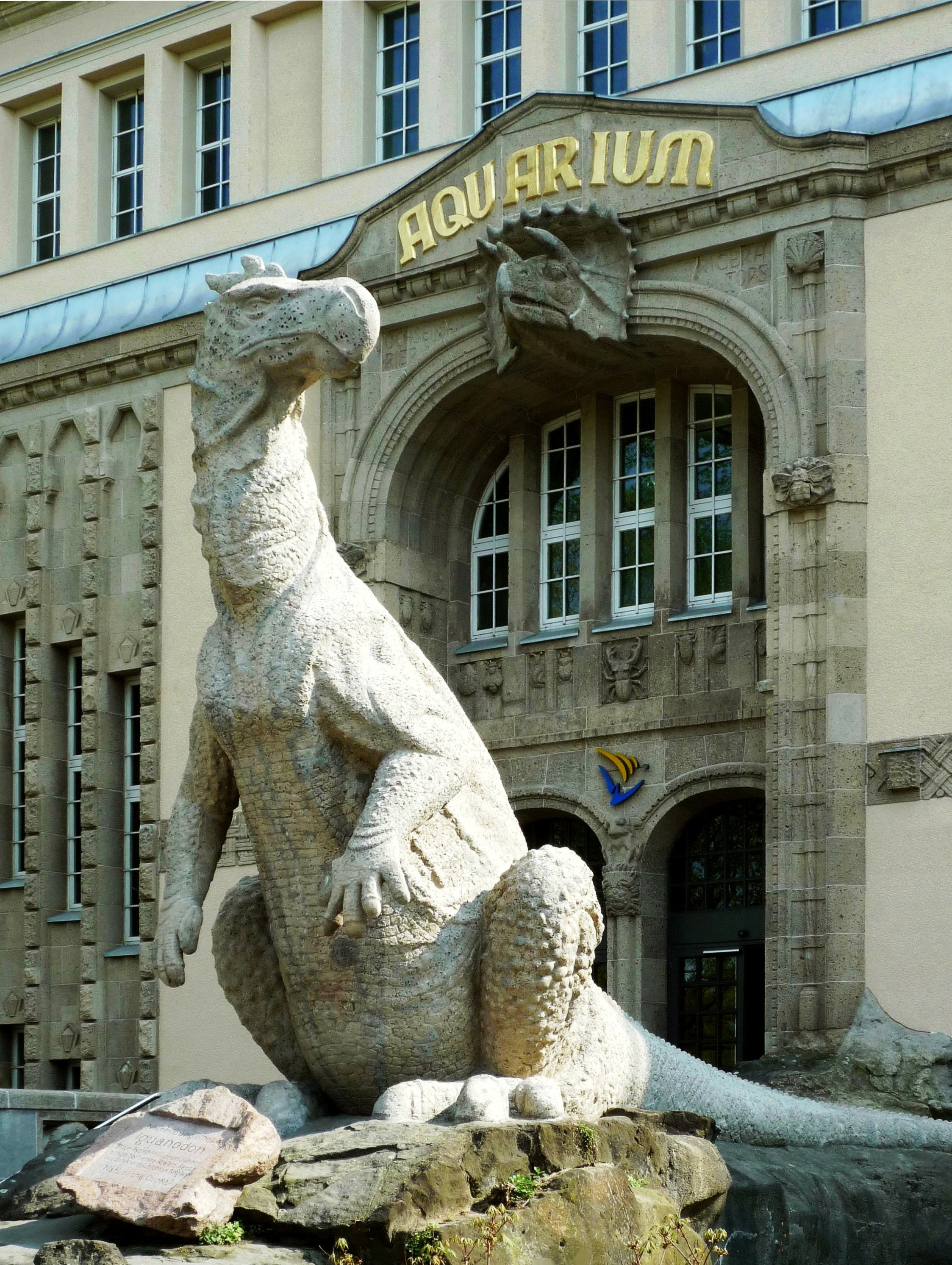
Iguanodon-Skulptur am Eingang
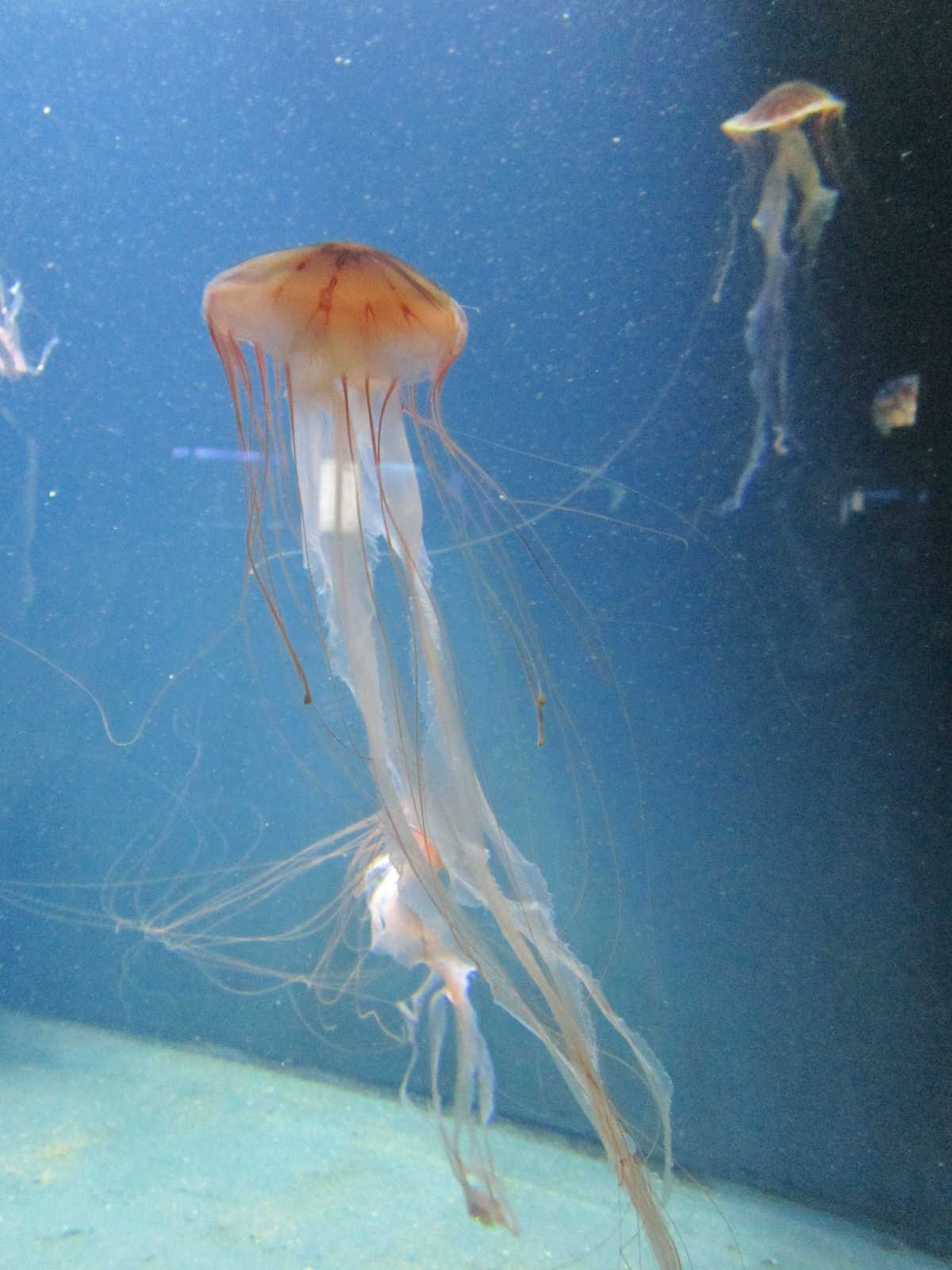
Quallenart
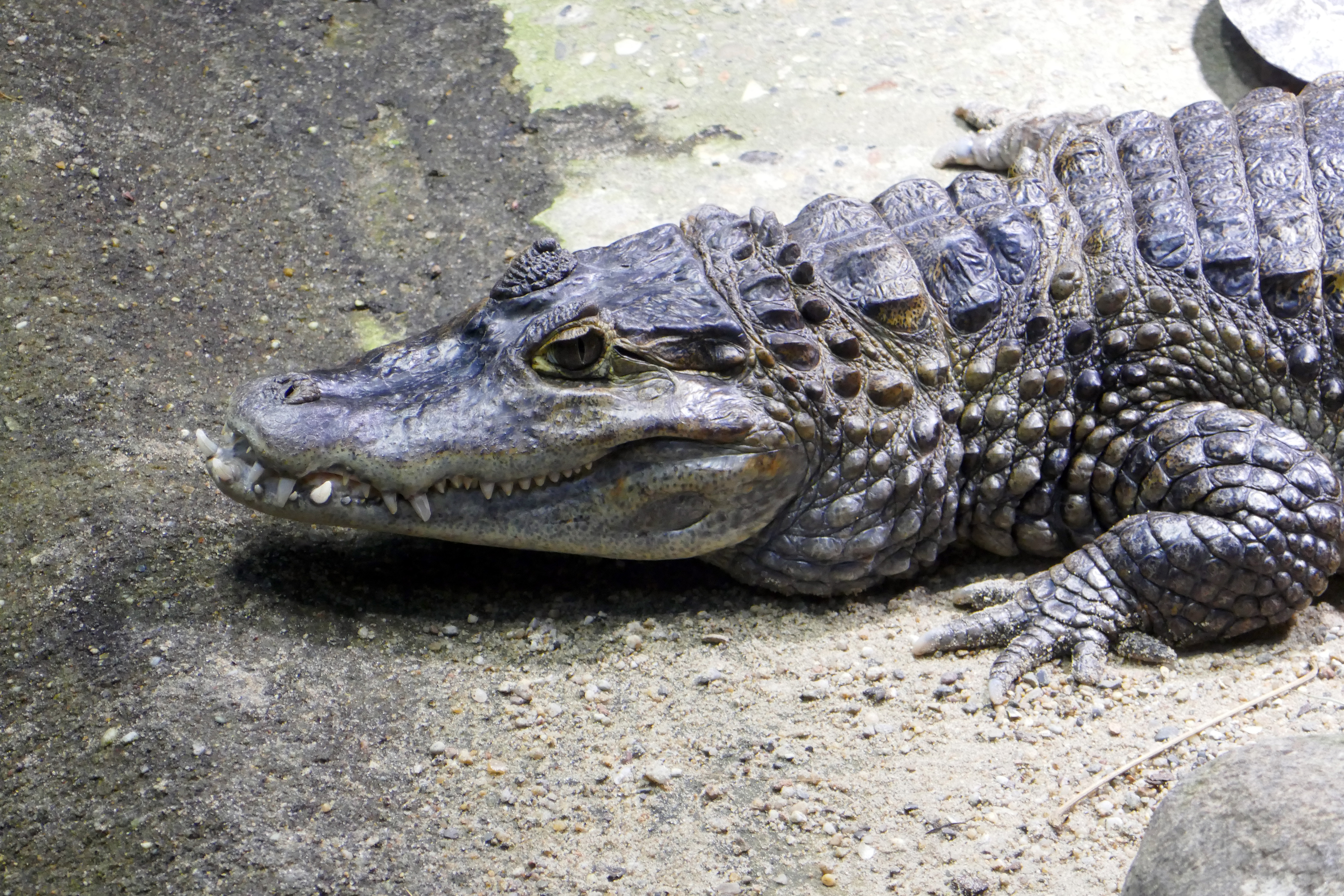
Krokodil
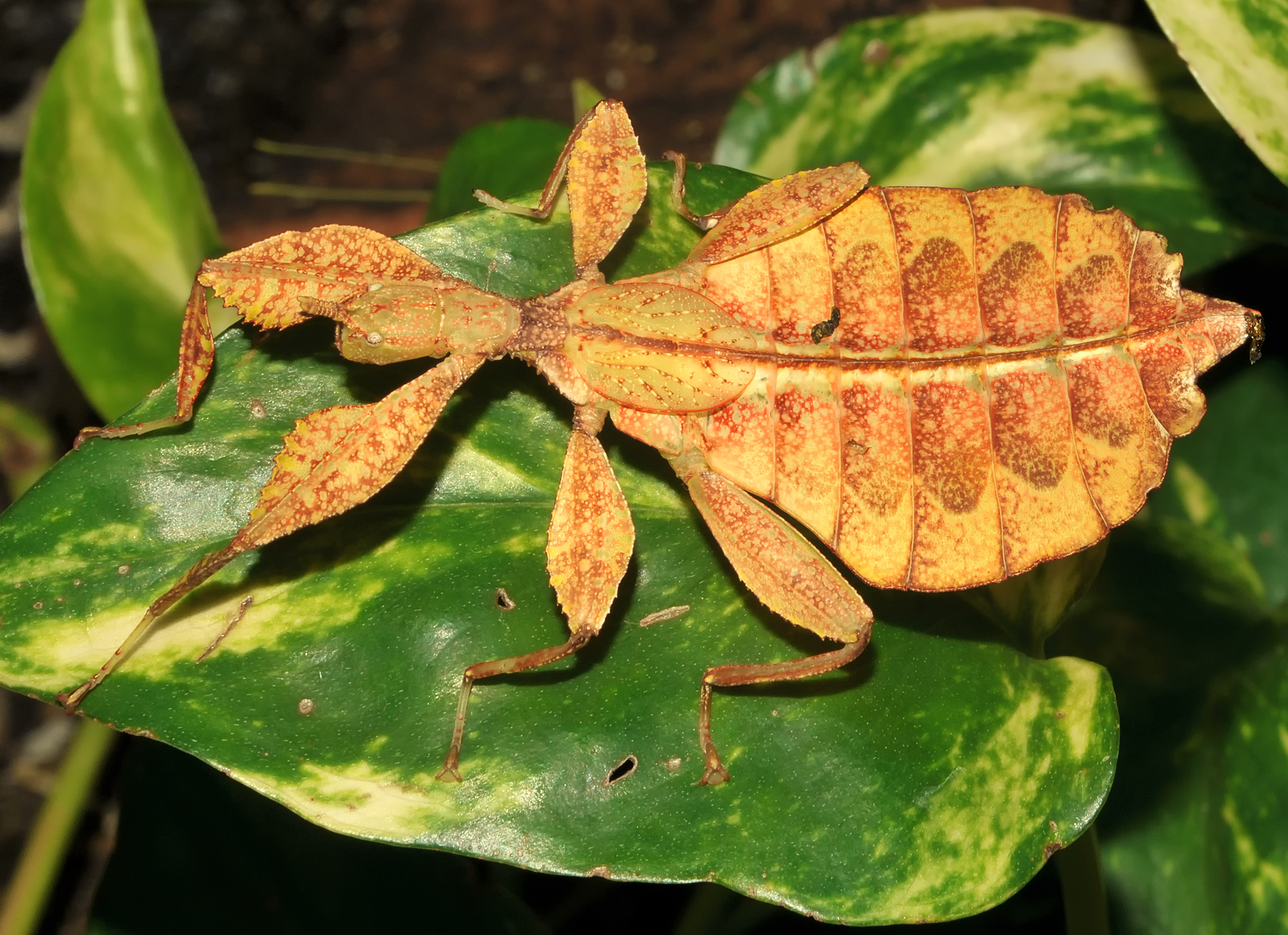
Wandelndes Blatt

## Veranstaltungen
Neben Shows und kommentierten Fütterungen, wie zum Beispiel bei den Kalifornischen Seelöwen oder den Elefanten, finden im Zoo Berlin verschiedene Sonderveranstaltungen wie das Pfingstsingen statt. Regelmäßig werden Führungen zum Themea Architektur im Zoo angeboten, Kindergeburtstage und der „Lieblingstierbesuch“ werden von der Zooschule organisiert.

## Prominente Tiere (Auswahl)

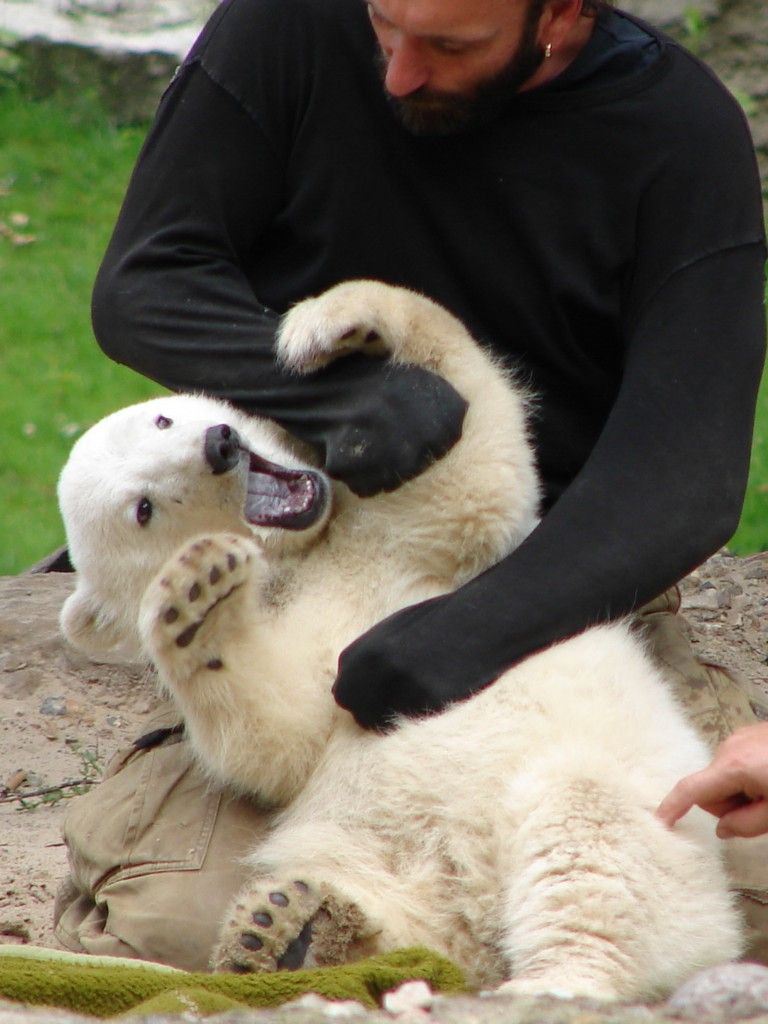
Eisbär Knut mit Tierpfleger Thomas Dörflein, 2007

Der seit 1955 im Berliner Zoo lebende Flamingo Ingo galt zum Zeitpunkt seines Todes im Februar 2024 mit einem Alter von mindestens 75 Jahren als das älteste Tier im Zoo und er gehörte zu den wenigen Flamingos im Zoo, die einen eigenen Namen bekamen.
Seit 1959 lebt das Gorillaweibchen Fatou im Zoo Berlin. Wohl 1957 geboren, ist sie der älteste Flachlandgorilla, der in menschlicher Obhut lebt.
Der Berliner Zoo war bis zum 22. August 2012 der einzige deutsche Zoo, der einen Großen Pandabären (Bao Bao) in seinem Bestand führte. Am 24. Juni 2017 erhielt der Zoo für 15 Jahre als Leihgabe für eine Miete von einer Million Euro pro Jahr das Pandaweibchen Meng Meng (‚Träumchen‘, * 2013) und das Pandamännchen Jiao Qing (‚Schätzchen‘, * 2010), die im neuerrichteten Panda Garden untergebracht wurden. Inzwischen hat das Panda-Pärchen zwei Mal Nachwuchs gezeugt: Am 31. August 2019 kamen zwei männliche Jungtiere zur Welt. Sie erhielten die Namen Meng Xiang (‚Ersehnter Traum‘, Spitzname: Pit) und Meng Yuan (‚Erfüllter Traum‘, Spitzname: Paule). Am Nachmittag des 22. August 2024 kamen nach einer Tragzeit von 149 Tagen zwei weibliche Jungtiere zur Welt.
Ebenfalls bekannt waren und sind die Flusspferde Knautschke und Bulette, der weibliche Asiatische Elefant Shanti, die Giraffe Rieke, die Gorillas Bobby (der noch immer das Logo des Berliner Zoos ziert) und Knorke sowie der Eisbär Knut. Das Jungtier wurde von Tierpfleger Thomas Dörflein per Hand aufgezogen, weil die Mutter das Junge nicht angenommen hatte. Das Jungtier führte zu einer enormen Erhöhung der Besucherzahlen, und der Aktienkurs der Zoologischen Garten Berlin AG stieg infolge der Popularität des Eisbären von Mitte März bis Anfang April 2007 auf nahezu das Doppelte, rund 4000 Euro pro Aktie.

## Erhaltungszucht und Artenschutz
Das Zuchtbuch für den Wisent, das der Zoo seit dem 25. August 1923 führte, war das erste seiner Art. Dieses wird heute nicht mehr geführt. Seit 1966 wird im Zoologischen Garten Berlin das Internationale Zuchtbuch (ISB) für den Gaur geführt; die ebenfalls seit 1966 geführten Zuchtbücher für Spitzmaulnashorn und Breitmaulnashorn gingen inzwischen auf andere Tiergärten über. Auf europäischer Ebene koordiniert der Zoo (Stand 2024) die EEPs für Brillenbär, Ringelschwanz- und Schmalstreifenmungo und Amurleopard.
Des Weiteren beteiligt sich der Zoo an vielen verschiedenen Natur-, Artenschutz- und Forschungsprojekten weltweit unter anderem für folgende Tierarten:
- Balistar
- Bartgeier
- Bonobo
- Eisbär
- Gangesgavial
- Rothschildgiraffe
- Großer Panda
- Humboldt-Pinguin
- Hyazinthara
- Netzgiraffe
- Okapi
- Panzernashorn
- Prinz-Alfred-Hirsch
- Przewalskipferd
- Sumatra-Tiger
- Vietnamfasan
- Westlicher Flachlandgorilla
- Westlicher Kleiner Panda

## Unternehmen
Die Zoologischer Garten Berlin Aktiengesellschaft ist eine gemeinnützige Aktiengesellschaft. Wegen ihrer Gründung nicht durch einen Gesellschaftervertrag, sondern durch staatliche Verleihung, bestehen Besonderheiten gegenüber anderen Aktiengesellschaften. Das Land Berlin führt durch die Senatsverwaltung für Finanzen eine staatliche Aufsicht. Satzungsänderungen, Änderungen des Grundkapitals und eine eventuelle Auflösung bedürfen deren Zustimmung. Das Grundstück des Zoologischen Gartens ist der Aktiengesellschaft vom Land zur Nutzung überlassen. Daneben bezuschusst das Land aufgrund eines Zuwendungsvertrages die Aktiengesellschaft regelmäßig.
Das Grundkapital, das 2009 auf 1.716.000 Euro erhöht wurde, verteilt sich auf insgesamt 4000 Namensaktien, davon
- 3000 mit der Bezeichnung mit Aquarium und einem Nennwert von 520 Euro (Wertpapierkennnummer WKN 503180),
- 1000 mit der Bezeichnung ohne Aquarium und einem Nennwert von 156 Euro (Wertpapierkennnummer WKN 503186).

Die Aktie zu 156 Euro gewährt drei Stimmrechte, die Aktie zu 520 Euro gewährt zehn Stimmrechte. Die Aktie berechtigt außerdem den Inhaber, gegen Zahlung einer einmaligen Gebühr eine unbeschränkt gültige Dauereintrittskarte für sich und zwei Angehörige zu beziehen. Die Aktien werden im Freiverkehr an der Berliner Börse gehandelt und befinden sich im Streubesitz, auch das Land Berlin hält lediglich eine symbolische 520-Euro-Aktie. Durch Nachlässe an die Aktiengesellschaft zurückgefallene 520-Euro-Aktien wurden im Jahr 2007 zum Preis von 1600 Euro reemittiert.
Die für das Jahr 2007 erstmals nach den Stellungnahmen zur Rechnungslegung Spenden sammelnder Organisationen des Instituts der Wirtschaftsprüfer erstellte Bilanz weist eine Summe von 50,8 Millionen Euro aus. Bei Gesamterträgen von 31,8 Millionen Euro, zu denen neben Umsatzerlösen von 18,6 Millionen Euro und Spenden und Zuwendungen von 6,8 Millionen Euro auch ein Landeszuschuss von 2,0 Millionen Euro beitrug, wurde ein Gewinn von 6,8 Millionen Euro erzielt. Dieses Ergebnis konnte nur wegen der zusätzlichen Umsatzerlöse durch den Eisbären Knut erreicht werden. In den Vorjahren wurde mit Zuschüssen von 2,1 und 2,2 Millionen Euro kein Gewinn erzielt.
Die Zoologischer Garten Berlin AG ist alleinige Gesellschafterin der Tierpark Berlin-Friedrichsfelde GmbH mit einem Stammkapital von 409.100 Euro.
Im Jahr 2007 hatte die Zoologischer Garten Berlin AG durchschnittlich 233 Beschäftigte, daneben 16 Auszubildende.

### Direktoren
| Amtszeit  | Direktor(in)                | Lebensdaten | Bemerkungen                                     |
| --------- | --------------------------- | ----------- | ----------------------------------------------- |
| 1844–1857 | Martin Hinrich Lichtenstein | 1780–1857   | Initiator und erster Direktor                   |
| 1857–1869 | Wilhelm Peters              | 1815–1883   |                                                 |
| 1869–1884 | Heinrich Bodinus            | 1814–1884   |                                                 |
| 1885–1888 | Max Schmidt                 | 1834–1888   |                                                 |
| 1888–1931 | Ludwig Heck                 | 1860–1951   |                                                 |
| 1932–1945 | Lutz Heck                   | 1892–1983   | Sohn des vorigen Direktors                      |
| 1945–1956 | Katharina Heinroth          | 1897–1989   | erste Zoodirektorin Deutschlands                |
| 1957–1991 | Heinz-Georg Klös            | 1926–2014   |                                                 |
| 1991–2002 | Hans Frädrich               | 1937–2003   |                                                 |
| 2002–2007 | Jürgen Lange                | * 1942      |                                                 |
| 2007–2014 | Bernhard Blaszkiewitz       | 1954–2021   | bereits seit 1991 Direktor des Tierparks Berlin |
| seit 2014 | Andreas Knieriem            | * 1965      |                                                 |

Andreas Knieriem, Direktor des Zoos seit 2014

Seit 2007 leiten die Zoodirektoren auch den Tierpark im Ostteil der Stadt. Dessen Direktor war seit der Gründung 1954 bis zur Amtsübernahme durch Bernhard Blaszkiewitz der Zoologe Heinrich Dathe.

### Unterstützer

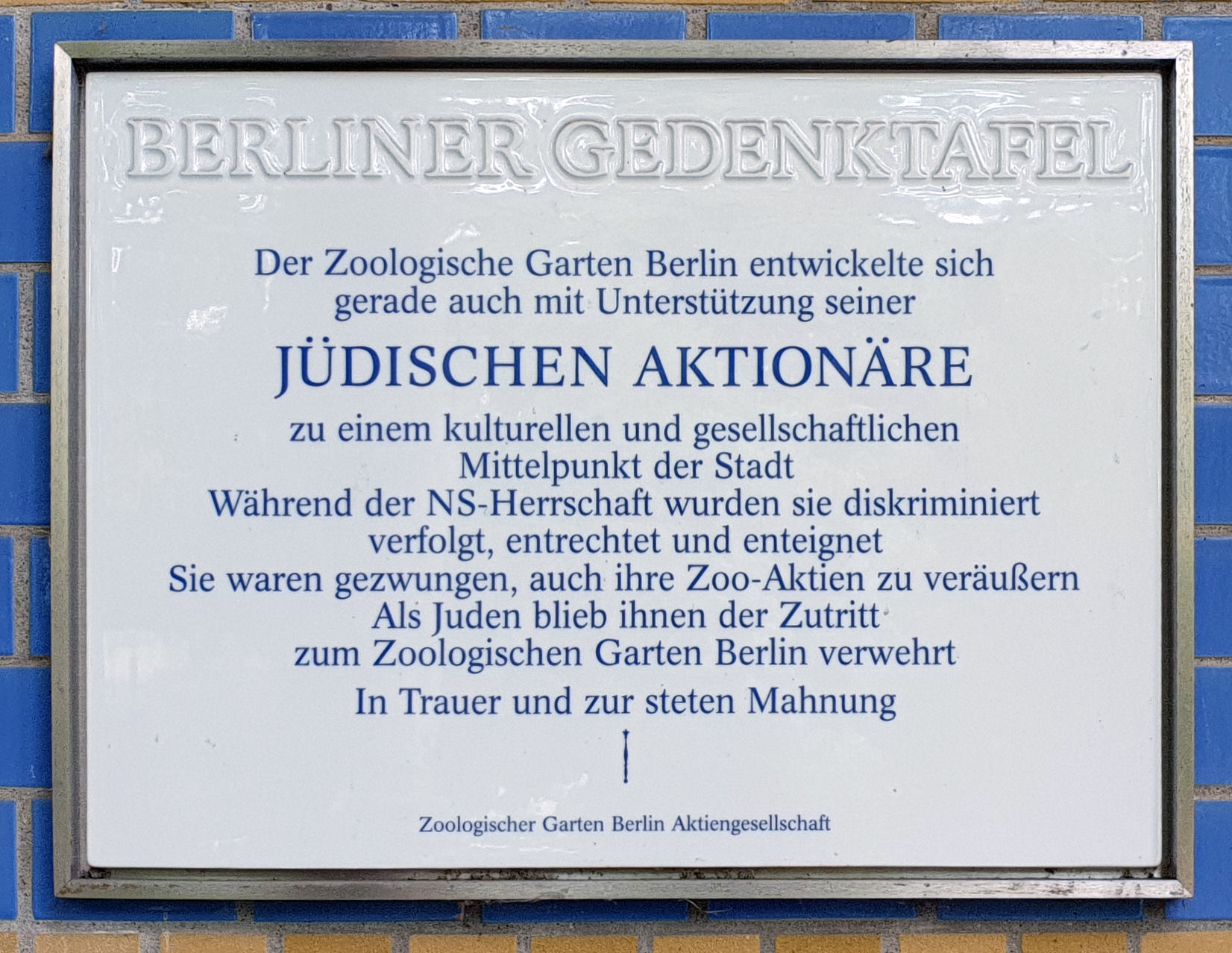
Berliner Gedenktafel am Antilopenhaus

Der Berliner Zoo wird von zwei Fördervereinen und zwei Stiftungen unterstützt. Bereits 2006 wurde der Verein der Freunde und Förderer des Zoologischen Garten Berlins e. V. gegründet. Ziel des Fördervereins ist es, den Zoologischen Garten bei der Durchführung seiner Aufgaben zu fördern und zu unterstützen. Der Verein setzt sich auch dafür ein, dass Umweltschutzmaßnahmen durch den Zoo gefördert werden.
Im Februar 2007 hat die bisherige Fördergemeinschaft des Berliner Tierparks, die 1956 gegründet wurde, ihr ehrenamtliches Engagement auch auf den Zoo erweitert. Der Verein wurde vom Zoo als offizieller Förderverein anerkannt. Ziel der Gemeinschaft der Förderer von Tierpark Berlin und Zoologischem Garten Berlin e. V. ist die materielle und ideelle Förderung der beiden zoologischen Einrichtungen in der deutschen Hauptstadt. Die Fördergemeinschaft, in der viele Mitarbeiter und auch die Geschäftsführung Mitglied sind, ist der offizielle Partner von Zoo, Zoo-Aquarium und Tierpark. Vorsitzender des Vereins ist seit 2004 Thomas Ziolko. Ziel des Fördervereins ist es, den Zoologischen Garten bei der Durchführung seiner Aufgaben zu fördern und zu unterstützen.
Im Jahr 2010 wurde auf Initiative der Fördergemeinschaft von Tierpark Berlin und Zoo Berlin eine Stiftung zur Förderung der Hauptstadtzoos gegründet. Ziel der Stiftung ist nachhaltige und dauerhafte Förderung von Zoo Berlin und Tierpark Berlin. Vorsitzender des Kuratoriums der Stiftung ist Eberhard Diepgen, ehemals Regierender Bürgermeister von Berlin. Die Stiftung führt den Namen Stiftung der Freunde der Hauptstadtzoos.
Der Zoo Berlin rief 2011 die Stiftung Zoologischer Garten Berlin mit dem Ziel ins Leben, den Zoologischen Garten Berlin langfristig und nachhaltig zu fördern. Für die Erfüllung des Stiftungszwecks sorgt der Vorstand der Stiftung, der personenidentisch mit dem Vorstand der Zoologischer Garten Berlin AG ist und vom Stiftungsrat überwacht wird. Vorsitzender des Stiftungsrates der Stiftung Zoologischer Garten Berlin ist Eberhard Diepgen.

### Besucherzahlen

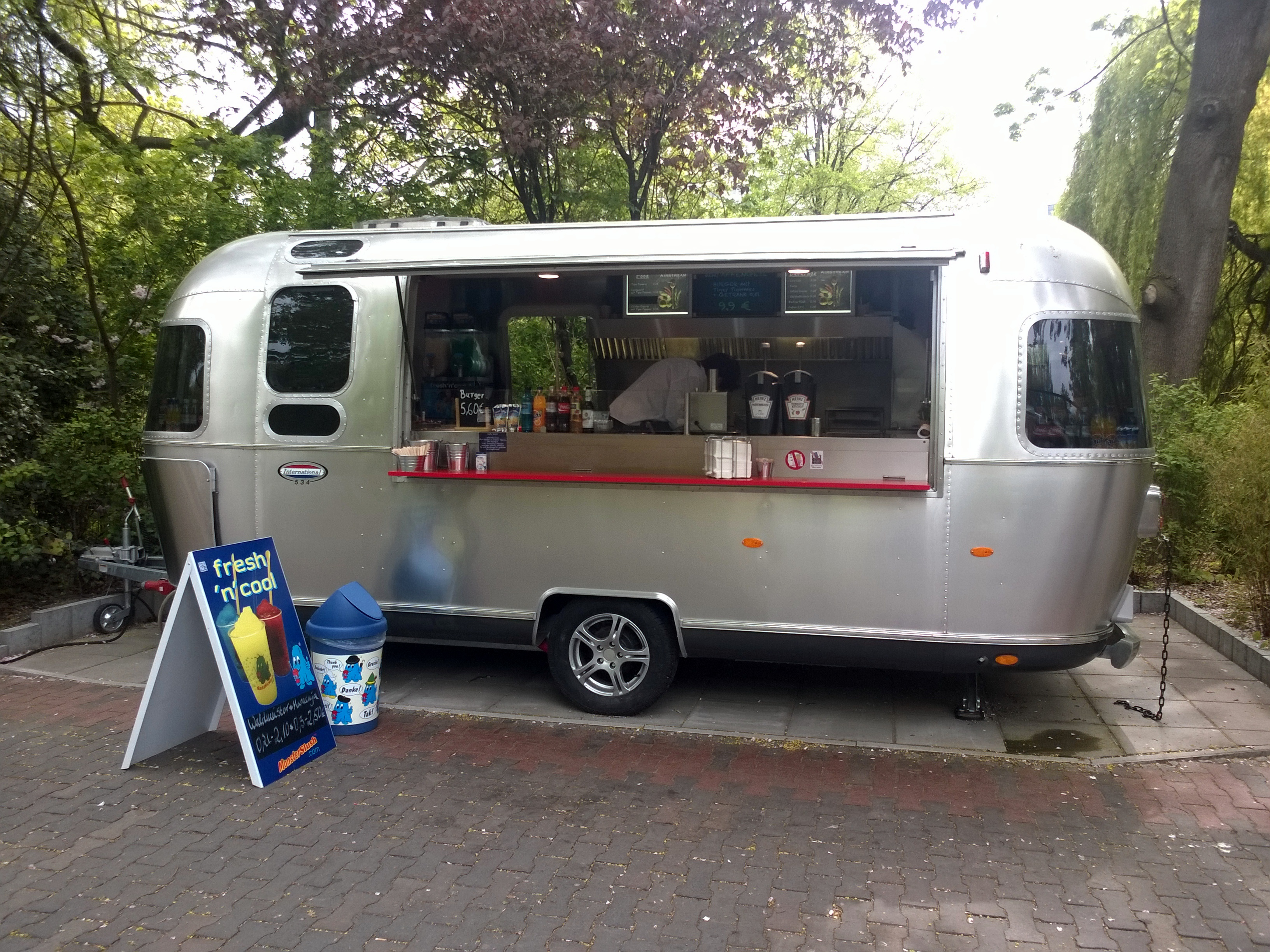
Imbiss für Besucher

Übersicht der Besucherzahlen des Zoologischen Gartens einschließlich angeschlossenem Aquarium:
| Jahr                                                            | Besucher    | Veränderung gegenüber Vorjahr |
| --------------------------------------------------------------- | ----------- | ----------------------------- |
| 2005                                                            | 2.333.429   | +03,9 %                       |
| 2006                                                            | 2.505.844   | +07,4 %                       |
| 2007                                                            | 3.191.387   | + 27,4 %                      |
| 2008                                                            | 3.001.537   | –05,9 %                       |
| 2009                                                            | 3.018.707   | +00,6 %                       |
| 2010                                                            | 2.884.053   | –04,5 %                       |
| 2011                                                            | 2.944.192   | +02,1 %                       |
| 2012                                                            | 2.994.692   | +01,7 %                       |
| 2013                                                            | 3.059.136   | +02,2 %                       |
| 2014                                                            | 3.256.231   | +06,4 %                       |
| 2015                                                            | 3.329.841   | +02,3 %                       |
| 2016                                                            | 3.277.594   | –03,1 %                       |
| 2017                                                            | 3.484.412   | +08,0 %                       |
| 2018                                                            | 3.573.763   | +02,6 %                       |
| 2019                                                            | 3.729.999   | +04,4 %                       |
| 2020                                                            | 2.267.398 * | –039 %                        |
| 2021                                                            | 2.344.236 * | +03,0 %                       |
| 2022                                                            | 3.636.430   | +055,1 %                      |
| Quellen: Jahresabschluss zum 31. Dezember des jeweiligen Jahres |             |                               |

## Der Zoo im Film
Von 2006 bis 2016 war der Zoo Berlin gemeinsam mit dem Tierpark Drehort für die Fernsehserie Panda, Gorilla & Co.

## Kritik
- Im Jahr 2008 beschuldigte Claudia Hämmerling (Bündnis 90/Die Grünen) den damaligen Zoodirektor Bernhard Blaszkiewitz, hunderte Tiere verdeckt zum Schlachten verkauft zu haben, in einigen Fällen an Züchter in China, die aus den Tieren alternative Medizin produzieren.[101] Im selben Jahr räumte Blaszkiewitz ein, im Jahr 1991 vier auf dem Zoogelände streunenden Hauskatzen das Genick gebrochen zu haben.[102]
- Nach dem Tod eines Löwenbabys im Jahr 2012 wurde Kritik am Zuchtprogramm des Berliner Zoos laut. Claudia Hämmerling warf dem Zoo vor, aus finanziellen Gründen Inzucht zu betreiben. Die Eltern des Löwenjungen sind Geschwister.[103]
- Im Jahr 2023 erhoben Beschäftigte aus der zoopädagogischen Abteilung schwere Vorwürfe bezüglich Ausbeutung und Geringschätzung. Insbesondere wurde bemängelt, dass die Qualität im Bereich der Bildung keine Priorität mehr genieße, obwohl diese eine der Hauptaufgaben eines wissenschaftlich arbeitenden Zoos darstellt. Auch externe Plattformen wie Kununu spiegelten in dieser Zeit verstärkt Unzufriedenheit mit der internen Führung wider.[104] Diese Anschuldigungen beleuchteten Probleme innerhalb des Unternehmens und führten zu einer Kündigungswelle sowohl seitens des Zoos als auch aus Unzufriedenheit seitens der Angestellten.[105][106] Als Konsequenz davon wurde das ursprüngliche Team um mehr als die Hälfte seiner vorherigen Größe reduziert und das Unternehmen hat Schwierigkeiten, neue Guides mittelfristig im Team zu halten. Diese personellen Engpässe zwangen das Management, das Führungsangebot einzuschränken.[106]

## Sonstiges
- Der Zoo unterhält einige freilebende Hauskatzen, die ihre Reviere auf dem Gelände haben. So wird verhindert, dass geländefremde Katzen im Zoo herumstreunen und Krankheitserreger von außen hineinbringen. Die hauseigenen Katzen werden medizinisch versorgt und halten die im Freigelände oder in Gehegen auftretende Mäusepopulation unter Kontrolle.
- Eine Teilstrecke des jährlichen Zehn-Kilometer-Laufs Asics Grand 10 führt durch den Berliner Zoo.[107]